# Liste des chansons de Boris Vian avec interprètes
 (août 2023).
La mise en forme du texte ne suit pas les recommandations de Wikipédia : il faut le « wikifier ».
Les points d'amélioration suivants sont les cas les plus fréquents. Le détail des points à revoir est peut-être précisé sur la page de discussion.
- Les titres sont pré-formatés par le logiciel. Ils ne sont ni en capitales, ni en gras.
- Le texte ne doit pas être écrit en capitales (les noms de famille non plus), ni en gras, ni en italique, ni en « petit »…
- Le gras n'est utilisé que pour surligner le titre de l'article dans l'introduction, une seule fois.
- L'italique est rarement utilisé : mots en langue étrangère, titres d'œuvres, noms de bateaux, etc.
- Les citations ne sont pas en italique mais en corps de texte normal. Elles sont entourées par des guillemets français : « et ».
- Les listes à puces sont à éviter, des paragraphes rédigés étant largement préférés. Les tableaux sont à réserver à la présentation de données structurées (résultats, etc.).
- Les appels de note de bas de page (petits chiffres en exposant, introduits par l'outil «  Source ») sont à placer entre la fin de phrase et le point final[comme ça].
- Les liens internes (vers d'autres articles de Wikipédia) sont à choisir avec parcimonie. Créez des liens vers des articles approfondissant le sujet. Les termes génériques sans rapport avec le sujet sont à éviter, ainsi que les répétitions de liens vers un même terme.
- Les liens externes sont à placer uniquement dans une section « Liens externes », à la fin de l'article. Ces liens sont à choisir avec parcimonie suivant les règles définies. Si un lien sert de source à l'article, son insertion dans le texte est à faire par les notes de bas de page.
- La présentation des références doit suivre les conventions bibliographiques. Il est recommandé d'utiliser les modèles {{Ouvrage}}, {{Chapitre}}, {{Article}}, {{Lien web}} et/ou {{Bibliographie}}. Le mode d'édition visuel peut mettre en forme automatiquement les références.
- Insérer une infobox (cadre d'informations à droite) n'est pas obligatoire pour parachever la mise en page.

Pour une aide détaillée, merci de consulter Aide:Wikification.
Si vous pensez que ces points ont été résolus, vous pouvez retirer ce bandeau et améliorer la mise en forme d'un autre article.
Boris Vian, né le 10 mars 1920 à Ville-d'Avray et mort le 23 juin 1959 à Paris, est un écrivain français, poète, parolier, auteur-compositeur, auteur-interprète (parfois auteur-compositeur-interprète), critique et musicien de jazz.
Son héritage en chansons est immense et ne fut exploité que superficiellement par les interprètes de son époque. Chaque année qui passe on entend de nouvelles interprétations des chansons de Boris Vian, mais le massif reste néanmoins presque inexploré.
On connaît environ 500 chansons de Boris Vian (dont une centaine d'adaptations), ainsi qu'une trentaine de poèmes mis en musique donc devenus chansons (parmi lesquelles, par exemple, À tous les enfants et Rue Watt largement connues).

## Aperçu

### La chanson dans la vie de Boris Vian
Boris Vian écrivait des chansons tout au long de sa vie. Sa première chanson, commençant par des vers « Au bon vieux temps héroïque du jazz On se fichait pas mal des paroles », date de 1943, tandis que la dernière, Flamme d'or, fut écrite dans la semaine précédant sa mort.
L'histoire de la création de cette première chanson mérite d'être contée. Durant l'hiver 1942-1943, Johnny Sabrou demande à Boris Vian d'écrire un texte sur un thème qu'il a composé et qu'on joue dans les orchestres amateurs. Johnny Sabrou lui fournit la phrase de départ « J'ai trempé mes pieds Dans le Rio Grande » que Boris Vian reprend et poursuit par ceci : « Pour les laver Quand j'ai eu fini Tous les poissons étaient partis. » Le manuscrit est rédigé sur un papier à en-tête du Ministère du Commerce et de l'Industrie tandis que le dactylogramme est daté du mois d'août 1944 à Ville d'Avray.
Ce doit être en 1945 ou 1946 que Jack Diéval demande à Boris Vian de lui écrire des textes pour deux mélodies. En sortent Ce n'est que l'ombre d'un nuage et J'ai donné rendez-vous au vent. Ces deux lieder seront, en 1948, les premières œuvres de Boris Vian à être publiées chez un éditeur musical.
En 1950 Boris Vian écrit un certain nombre de chansons avec Jean Gruyer et d'autres encore avec Jack Diéval, devenu le pianiste d'un fantaisiste, ex-guitariste de jazz, un nommé Henri Salvador. Ce dernier, déjà très connu, sera le premier à chanter et à enregistrer une chanson de Boris Vian sur 78 tours, C'est le be-bop. Lorsque, à cette occasion, Boris Vian et Henri Salvador se rencontrent, ils se reconnaissent tout de suite. Contrairement aux apparences, Boris Vian adore rire et s'esclaffer ; il comprend qu'il tient un compère digne de ce nom et qu'ils vont pouvoir collaborer en s'amusant. Des dizaines d'autres chansons viendront, toujours écrites par Boris Vian et composées par Henri Salvador, dont les très célèbres Blouse du dentiste ou Faut rigoler.
Le 6 janvier 1951, Boris Vian passe l'examen obligatoire d'admission à la Sacem sur le thème imposé Pour bercer ma peine. Le tournant est pris : la littérature cède sa place à la chanson.
En 1952, il s'essaie à l'écriture de comédies musicales et d'arguments de ballets, mais ces œuvres resteront dans ses cartons. Alors, il écrit quelques autres chansons sur des musiques d'Eddie Barclay, Guy Longnon et Claude Laurence, plus connu comme critique et théoricien du jazz sous le nom de André Hodeir.
Boris Vian passe aussi beaucoup de temps avec ses compagnons d'alors : Philippe Weil qui reprendra en 1959 son poste chez Philips/Fontana et Michel Legrand, dit plus tard Big Mike, pianiste et compositeur, et enfin Eddie Barclay.
Avec l'échec en 1953 de son dernier roman, L'Arrache-Cœur, qui n'est même pas arrivé jusqu'aux librairies, il renonce cette fois-ci, de fait, à la littérature. Si en 1953 la chanson était pour Boris Vian une occupation constante mais secondaire, à partir de 1954 elle prend une place de plus en plus importante, jusqu'à devenir le pôle essentiel de son activité créatrice. À noter que si à la fin 1953, Boris Vian avait écrit une cinquantaine de chansons, dans la seule année 1954 il va en écrire plus de soixante.
Début 1954, Boris Vian cherche de nouveaux collaborateurs compositeurs. C'est alors qu'il fait la rencontre d'un musicien américain nommé Harold B. Berg auquel il remet quelques textes afin qu'il les revoie. Les manuscrits sont prêts ; Vian joue un certain air sur sa guitare-lyre (instrument des plus extraordinaires offert par son frère Alain) et chantonne une mélodie afin qu'Harold B. Berg puisse bien cerner les harmonisations demandées ; il s'agit du Déserteur.
En juin 1954, Renée Lebas présente Jimmy Walter, son pianiste, à Boris Vian. C'est rapidement le début d'une collaboration très féconde : en six ou sept mois, Boris Vian et Jimmy Walter écrivent une trentaine de chansons dont beaucoup deviendront des « standards » comme Cinématographe, J'suis snob ou On n'est pas là pour se faire engueuler, toujours très chantés. Leurs chansons plairont et seront enregistrées par Renée Lebas, Suzy Delair, Mouloudji, Philippe Clay, Les Frères Jacques, Patachou et Boris Vian lui-même.
Au mois de novembre, Boris Vian est chargé par Michel de Ré, qui monte le spectacle d'Henry-François Rey, La Bande à Bonnot, d'écrire plusieurs chansons qui doivent venir accentuer les effets dramatiques de la pièce. En une semaine il compose, seul, l'essentiel des chansons du spectacle. Avec Jimmy Walter, ils écriront quatre autres titres, dont Les Joyeux Bouchers qui aura une carrière « solo ».
C'est également fin 1954 que Boris Vian fait la connaissance de celui qui deviendra son pianiste, Alain Goraguer, avec lequel il composera bon nombre de succès, dont La Complainte du progrès, La Java des bombes atomiques et Je bois.
Boris Vian envisage très sérieusement de chanter lui-même ses chansons et prend des cours de chant depuis plusieurs mois. Les 4 et 7 décembre 1954, il passe deux auditions aux Trois Baudets dirigé par Jacques Canetti et à la Fontaine des Quatre Saisons dont le directeur est alors Pierre Prévert. Un mois plus tard, il monte sur scène.
Les 22, 27 et 29 avril 1955, c'est dans les Studios Philips, installés rue de Clichy, sur la scène de l'ancien Théâtre de l'Apollo, que Boris Vian enregistre, avec un orchestre dirigé par Jimmy Walter, huit de ses chansons destinées à être gravées sur deux 45 tours intitulés Chansons impossibles et Chansons possibles. Le 24 juin, Boris Vian retourne en studio, accompagné cette fois-ci par Claude Bolling et ses musiciens et il y reprend les deux titres d'avril et deux nouvelles chansons. Les dix titres sortent sur un 33 tours Chansons “possibles” et “impossibles”. Toutefois les ventes de ces disques ne sont estimées initialement qu'à moins de 500 exemplaires. Philips ne procède par la suite à aucun retirage, sans doute en raison de la réputation sulfureuse de Boris Vian liée à sa chanson Le Déserteur. Des copies illégales circulent donc rapidement.
Pourtant le modernisme et l'originalité de ces dix chansons, parmi les plus fortes, les plus personnelles et les plus inventives de Boris Vian, furent saluées par une certaine presse ; Georges Brassens déclara dans le texte au dos de la pochette du 33 tours de Boris Vian :
« Boris Vian est un de ces aventuriers solitaires qui s'élancent à corps perdu à la découverte d'un nouveau monde de la chanson. Si les chansons de Boris Vian n'existaient pas il nous manquerait quelque chose. Elles contiennent ce je-ne-sais-quoi d'irremplaçable qui fait l'intérêt et l'opportunité d'une œuvre artistique quelconque. J'ai entendu dire à d'aucuns qu'ils n'aimaient pas ça. Grand bien leur fasse ! Un temps viendra comme dit l'autre où les chiens auront besoin de leur queue et tous les publics des chansons de Boris Vian. »
Du 23 juillet au 31 août 1955 Boris Vian part en tournée. Son tour de chant est assez bref : entre trois et cinq chansons choisies essentiellement parmi les suivantes : La Complainte du progrès, J'suis snob, Les Lésions dangereuses, Le Petit commerce, Les Joyeux bouchers, La Java martienne, Pourquoi qu'on peut pas, Blues pour Jean Martin, La Java des bombes atomiques, L'Âme slave, Chantez, Huit jours en Italie, Le Déserteur, Le Prisonnier et Valse jaune. À défaut d'enregistrement, on n'entendra jamais certains titres chantés par Boris Vian lui-même.
En octobre 1955, Boris Vian est chargé par Philips de préparer l'édition d'une série de disques de jazz. En 1955, Boris Vian écrit une quarantaine de chansons, la plupart sur des musiques de son nouveau collaborateur, Alain Goraguer.
En 1956, Boris Vian tient toujours la scène aux Trois Baudets (jusqu'au 29 mars) et travaille partiellement, mais régulièrement, chez Philips. À cette même époque, on lui demande à la radio : « Est-ce qu'il vous arrive également d'écrire des mélodies ? — Oui, ça m'arrive. Mais comme je n'ai pas appris la musique vraiment, je tombe toujours ce dans quoi tout le monde tombe, sans instruction musicale précise : on tombe toujours un peu dans la facilité. On dit : voilà une jolie mélodie qui se retient bien. Evidemment. C'est simplement parce qu'elle est trop facile, souvent. Alors généralement je fabrique les chansons, quand je les fabrique seul, sur des airs que je me donne, et ensuite j'élimine l'air, et je demande à un professionnel de la musique de me refaire un air dont l'harmonie soit plus astucieuse, dont la mélodie soit un peu plus recherchée, et tout ça… Sans ça, on tombe assez facilement dans la grosse facilité. »
Au mois de mai, Michel Legrand revient d'une tournée aux États-Unis où on l'a affectueusement surnommé Big Mike. Dans ses bagages, il rapporte quelques disques de rock 'n' roll, genre qui commence à faire fureur outre-Atlantique. Entre le 31 mai et le 5 juin, ce nouveau rythme fait trois adeptes : Michel Legrand, Henri Salvador et Boris Vian, qui en une après-midi écrivent et composent les quatre premiers rock and roll français : Rock and roll mops, Dis-moi qu'tu m'aimes rock, Rock hoquet et Va t'faire cuire un œuf, man ! Le 21 juin à 14 heures, Henri Salvador enregistre ces quatre titres sous le nom de « Henry Cording and his Original Rock and Roll Boys ». Les musiques sont signées Mig Bike, un autre surnom, ou Henry Cording. Jack K. Netty est crédité du texte du verso de la pochette de ce disque Fontana (filiale de Philips) et Boris Vian de la traduction. Les paroles en sont signées Vernon Sinclair. On aura reconnu sous ce pseudonyme Boris Vian, le prénom est déjà célèbre…
Les 11, 12 et 13 octobre c'est au tour de Magali Noël de prendre le chemin de l'Apollo ; elle y enregistre quatre rocks signés Boris Vian et Alain Goraguer : Fais-moi mal Johnny, Alhambra rock, Strip-rock et Rock des petits cailloux. Le 16 novembre Boris Vian supervise une autre séance studio devant les micros de Pierre Fatosme avec Magali Noël pour Sexy Songs. Le 26 novembre, à l'occasion d'un hommage rendu au dramaturge allemand Bertolt Brecht, Boris Vian commence à travailler à de nouvelles adaptations. Durant cette année 1956, Boris Vian aura écrit une soixantaine de chansons.
L'année suivante, Boris Vian est nommé directeur artistique adjoint pour les Variétés chez Philips. Il a désormais la charge complète d'un certain nombre d'artistes, il doit gérer leur répertoire, leurs séances d'enregistrements (près de vingt-cinq séries réparties sur près de cinquante dates en 1957) et leur promotion. C'est une activité à temps plus que complet. Quant à Alain Goraguer, Philips se l'est attaché comme arrangeur et chef d'orchestre. C'est avec Henri Salvador que Boris Vian travaille désormais le plus souvent quand il écrit de nouveaux textes.
Boris Vian écrit une cinquantaine de chansons cette année-là malgré plusieurs crises d'œdème qui le frappent et l'obligent à rester chez lui pour se reposer, si tant est que cela soit possible car, le plus souvent, il travaille, et beaucoup, à ses écrits bien sûr mais aussi à la menuiserie qui le passionne et le détend.
En 1958, les responsabilités de Boris Vian s'accroissent : il œuvre désormais dans tous les domaines, jazz et variétés. C'est près de trente-cinq séances d'enregistrement (sur plus de soixante-cinq dates) qu'il contrôle au mois de mai. Il est chargé de la direction artistique de la marque Fontana. Le nombre de ses chansons atteint des sommets ahurissants : près de cent quarante. Sa production est extrêmement composite : beaucoup d'adaptations de succès étrangers, de chansons de films ou de comédies musicales filmées, comme My Fair Lady ou Gigi. S'ajouteront beaucoup de succès américains de différents styles, bien révélateurs des tendances de Boris Vian : rhythm and blues, rockabilly, rock and roll, doo-wop, country and western, gospel, standards et traditionals ; adaptations encore de chansons italiennes, écossaises, antillaises vraies et fausses plus vraies que les vraies. La chanson française n'est pas oubliée avec nombre de javas, valses, complaintes et ballades. Au passage, Boris Vian enrichit le vocabulaire en imposant le terme « tube » à la place de « saucisson » qu'il trouve malsonnant. Il écrira avec Henri Salvador une chanson portant ce titre.
En 1959, tout au début de l'année, Boris Vian démissionne de Fontana. Le cœur n'y est plus : ce travail épuisant le prive d'une partie de son indépendance et de sa liberté et ne se justifie plus que par le salaire qu'il lui procure.

### Poème ou chanson?
Parfois il est difficile de distinguer une chanson d'un poème mis en musique.
Les sources principales de la nomenclature et des textes des chansons et des poèmes de Boris Vian étant les deux tomes de ses Œuvres publiés par Fayard, à savoir Tome 11 Chansons (2001) redigé par Georges Unglik et Tome 5 Poésie, Nouvelles, Chroniques romancées (1999) redigé par Gilbert Pestureau, il est utile de les comparer.
Par exemple, on trouve la Cantate des boîtes dans les deux tomes. Cette cantate a été primitivement publiée dans le no 25 du décervelage 84 EP (vulg. 31 décembre 1956) des Cahiers du Collège de 'Pataphysique consacré à la Syzygie des Mots où elle était suivie de son « mode d'emploi » : « Ce poème remarquable se chante difficilement sur une musique assez complexe du grand compositeur Alain Goraguer, dit « Gogo ». Si l'on se borne à le déclamer, de préférence en public, il convient de hurler le mot « Boîte » lorsqu'il apparaît en capitales. » Donc l'auteur de la cantate prévoyait les deux modes de son interprétation.
Les résultats de cette comparaison sont présentés dans le tableau ci-dessous.
| Titre                                     | Tome 11, pages | Tome 5, pages | Commentaire | Conclusion |
| ----------------------------------------- | -------------- | ------------- | --- | ---------- |
| À tous les enfants                        | 50-51          | 221-222       | Rien n'indique que ce texte (selon Unglik) fut écrit comme chanson. Mis en musique après la mort de Vian.                     | Poème      |
| Berceuse pour les ours qui ne sont pas là | 133-137        | 193-201       | Berceuse trouvée après la mort de l'auteur.                                                                                   | Chanson    |
| Cantate des boîtes                        | 176-178        | 209-213       | Cantate dont les paroles et la musique datent de la même année 1954.                                                          | Chanson    |
| Chanson de charme                         | 196            | 217-218       | Chanson dont les paroles et la musique datent de la même année 1956.                                                          | Chanson    |
| Chanson des vieillards                    | 111-112        | 222-223       | Chanson faisant partie des chansons pour La Bande à Bonnot.                                                                   | Chanson    |
| Conseils à un ami                         | 243            | 219-220       | Les paroles et la musique datent de la même année 1958.                                                                       | Chanson    |
| Le Déserteur                              | 274-275        | 207-209       | Mis en musique par Boris Vian lui-même aussitôt que les paroles furent écrites.                                               | Chanson    |
| Les Frères                                | 335-337        | 168-170       | Poème final de Cantilènes en gelée écrit le 6 février 1949 et mis en musique dans la suite, les paroles légèrement modifiées. | Chanson    |
| Les Poètes élégiaques                     | 593            | 212-213       | Rien n'indique que ce texte jamais mis en musique fut écrit comme chanson.                                                    | Poème      |
| Que tu es impatiente                      | 623-624        | 215-216       | Rien n'indique que ce texte mis en musique en 1964 fut écrit comme chanson.                                                   | Poème      |
| Rue Watt                                  | 673-674        | 213-215       | Rien n'indique que ce texte mis en musique en 1971 fut écrit comme chanson.                                                   | Poème      |
| Le Temps de vivre (L'Évadé)               | 736-737        | —             | « Du vivant de Boris Vian, Philippe Clay a enregistré ce poème sur un fond musical de Jean Mangeon. »                         | Poème      |

## Chansons originales

### Le Déserteur: liste des interprètes
Le Déserteur est une chanson écrite par Boris Vian en février 1954, composée avec Harold B. Berg et enregistrée dans sa forme définitive l'année suivante. Son antimilitarisme a provoqué beaucoup de polémiques.
Il s’agit d’une lettre adressée à « Monsieur le Président » par un homme ayant reçu un ordre de mobilisation en raison d’un conflit armé. L’homme y explique qu’il ne souhaite pas partir à la guerre, et justifie sa décision par les décès survenus dans sa famille proche à cause de la guerre, et par le fait qu'il ne veut pas tuer de pauvres gens. Il révèle son intention de déserter pour vivre de mendicité tout en incitant les passants à suivre son exemple.
À l'origine, il s'agit d'un poème dont la première interprétation a été diffusée en mai 1954, par Mouloudji dans la version pacifiste.

À l'exception de Mouloudji, tous les artistes sollicités s'étant désistés lors de sa première édition. Mouloudji a d'abord demandé à Boris Vian de modifier certaines paroles, parce qu'il souhaitait un propos plus large. Ainsi, « Monsieur le Président » est remplacé par « Messieurs qu'on nomme grands » ; « ma décision est prise, je m'en vais déserter » est remplacé par « les guerres sont des bêtises, le monde en a assez », etc. De plus, Mouloudji n'imagine pas un pacifiste ayant un fusil. En effet, la chute initiale prévoyait que « Si vous me poursuivez, prévenez vos gendarmes Que je tiendrai une arme et que je sais tirer ». 

« Il est gêné par cette chute, par cet homme qui s'apprête à tuer pour ne pas aller à la guerre. La fin est contradictoire. Ensemble, Boris et Mouloudji composent le dernier quatrain : Si vous me poursuivez, Prévenez vos gendarmes, Que je n'aurai pas d'armes, Et qu'ils pourront tirer. »

Le 14 mai 1954, Mouloudji enregistre la version pacifiste de la chanson sur un disque 78 tours.
En avril 1955, la chanson est enregistrée par Boris Vian au format 45 tours avec ses paroles définitives.
La chanson connaît un immense succès, étant enregistrée plus de 250 fois (jusqu'en 2016), moitié en français et moitié en 20 autres langues dont l'occitan, le catalan, le sarde, le ligure et même l'espéranto (voir la liste non exhaustive des interprétations du Déserteur ci-dessous). À noter que les interprètes étrangers ne se contentent pas d'une seule traduction ; par exemple, parmi la vingtaine d'enregistrements en italien on compte une demi-douzaine d'adaptations différentes.

#### Sur la musique originale
- En français
  - Mouloudji (1954, 1964, 1966, 1972, 1974 pub., 1976)
  - Boris Vian (1955)
  - Jen Roger (1957)
  - Marc Monjou (1962)
  - Peter, Paul and Mary (1964 pub.)
  - Margot[14] (1964)
  - Yves Moreau (1964)
  - Serge Reggiani (1964, 1967, 1983 pub., 1989 pub., 1993 pub.)
  - Les 421 (1964)
  - Les Quatre–20 (1965)
  - Richard Anthony (1966)
  - Christopher & Michael (1966 pub.)
  - Les Sunlights (1966)
  - Leon Rosselson (1966)
  - Claude Vinci (1966)
  - Bruno Lorenzoni ch. Jacques Gaillard (1966)
  - Esther et Abi Ofarim (1967)
  - René Laporte
  - Maurice Frey et Noëlle Schumacher
  - Martha Gaber (1970)
  - Adriana Martino (1972)
  - Tom Thomason (1973)
  - Fernand Gignac
  - Hugues Aufray
  - Jean Rochefort
  - Philippe Gauthier
  - Milly (pub.)
  - Hein & Oss (1977)
  - James Ollivier (1979)
  - Jean-Marc Lesoen (1980)
  - Lumpenpack (1980 allem. et fr.)
  - Marc Robine (1980, 2002)[15]
  - Joan Baez (1980 pub.)
  - Love and Music (1980)
  - Frank Michael (1980)
  - Jean Bourbon (1981 pub.)
  - Élèves des Écoles maternelles Romain Rolland et P. Vaillant-Couturier de Staints (1982)
  - Renaud (1983 ver. argotique)
  - Annie Nobel (1984)[16]
  - Les Garçons (1985)
  - Groupe vocal Le Penven (1987)
  - Jean-Claude Flamant (1988)
  - Christiane Legrand (1990)
  - Cas 6 (1990)
  - L'Orchestre du Grand Turc (1990)
  - Antoine Molaire (1991)
  - Karen Young (1991)
  - Serge Kerval (1993)
  - Luís Madureira (1993)
  - Armando (1994)
  - Loes Snijders (1994, 1999 pub.)
  - Baby All Stars (1995 deux versions)
  - Franck Olivier (1997)
  - Carillon d'Orchies (1997)
  - Patrick Nugier (1997, 2013)
  - Leny Escudero (1998)
  - Dan Bigras (1998 pub.)
  - Captain Malo & Monig Ha
  - Sebastien Devez
  - Les Oignons
  - Claude Reboul (1999)
  - Serge Utgé-Royo (2000)
  - Fabrice Eulry & Jacky Milliet (2000)
  - Giovanni Mirabassi (2000, 2001)
  - Dany Luc et Roger Daniel (2001)
  - Eddy Mitchell (2001)
  - Révolution & Masayo Yamamoto (2001)
  - Chœur des Jeunes de la Faculté de musique de l'Université de Montréal (2001)
  - Jean-Claude Hurni et Jean-François Ingold (2002 pub.)
  - Les Sans-Culottes (2002)
  - Pierre Theriault (2002)
  - Michel Piccoli (2003)
  - Jacques Pichaud (2003)
  - Stéphane Aubry (2003 ch. Jean-Pierre Boujard)
  - Michel Rivard (2004 pub. a capella)
  - 100% Famille (2004)
  - Claudio Milano (2004)
  - Si c'est chanté c'est pas perdu (2004)[15]
  - Bodil Ashkenazy (2005)
  - Robert-Frank Jacobi (2005)
  - D'Accord ch. Kornelia Bäggli & Michael Harr (2005)
  - Kad (2005)
  - Pierre Tisserand (2005)
  - Clara Moreau (2005)
  - Nadim (2005)
  - Noël Samyn (2005)
  - Jean-Marc Desbois (2006)
  - Lucia Minetti (2006)
  - Manfred Pohlmann (2006)
  - Anabela Duarte (2006)
  - Jean-Claude Séférian (2006)
  - Jean-François Maljean (2007)
  - Rue de Lappe (2007)
  - Wannabe (2007)
  - Breitenstein Nono (2008)
  - Maxime Le Forestier (2008)
  - Juliette Gréco (2009)
  - Sylvia Sirois
  - Gastmans (2010)
  - Danyel Dorgère et son orch. (2010)
  - Bejarano & Microphone Mafia (2010 allem. et fr. pub.)
  - Les Nouveaux Mousquetaires ch. Blandine Bonjour et Bernd Köhler (2011)
  - Jean-Baptiste Mersiol et sa boîte à zinzin (2012)
  - Ousanousava (2012)[17]
  - Christian Olivier (2014)
  - HK & Les Déserteurs (2014)
  - Mannijo (2014 pub.)
  - Francesca Gagnon (2015)
  - Helen Gillet (2015)
  - Hannes Wader (2015 pub.)
  - Baldo (2016)
  - Pierre Bellemare (2016)
  - Debout sur le Zinc (2019)
  - Virginie et Edgard - (Virginie Boutaud - Edgard Scandurra 2020)
  - Tarik (2021)
- En allemand sous le titre Der Deserteur
  - Dieter Süverkrüp (1963)
  - Jean-Claude Pascal (1967)
  - Saitenwind (1978)
  - Jürgen Slopianka (1978)
  - Lumpenpack (1980 allem. et fr.)
  - Konradin (1981)[18]
  - Handstreych ch. Reno Rebscher & Ulrich Kind (1982)
  - Zupfgeigenhansel (1982)
  - Wolf Biermann (1983)
  - Die Firma (1990 pub., 1992 pub.)
  - Molwert (1991)
  - Fiedel Michel (1999)
  - Hein & Oss Kröher (2002)
  - Rotdorn (2007)
  - Bejarano & Microphone Mafia (2010 allem. et fr. pub.)
  - Diethild & Klaus (2012)
  - Brings (2014)
  - Günter Gall (2014)
  - Frey Gang Band (2015)[19]
  - Reinhard Mey (2015)[20]
- En anglais sous le titre The Deserter
  - Chœur des Jeunes de la Faculté de musique de l'Université de Montréal (2001)
  - Andy Chango (2008)
- En catalan sous le titre El Desertor
  - Ramon Muntaner (1977)[21]
  - Joan Isaac (1980)
  - Toni Giménez (2006)
- En danois sous le titre Desertøren
  - Kjeld Ingrisch (1963, 1976 pub.)[22]
  - Per Dich (1964)
  - Fin Alfred (2003)
  - Stig Møller (2007)
- En espagnol sous le titre El Desertor
  - Glutamato Ye-ye ch. Iñaki Fernández (1986 pub., 1989 pub.)
  - Rah-mon Roma (1991)
- En espéranto sous le titre La Dizertonto
  - Jacques Le Puil (eo), sous le nom en espéranto Ĵak Lepŭil'. (1978)
  - La Perdita Generacio, dans l’album Ĉiamen Plu (2013)[20]
- En finnois sous le titre Seison torilla
  - Kaisa Korhonen (1970)
  - Liisa Tavi (1979)
  - Heikki Lund (2010)
- En italien sous le titre Il Disertore
  - Les Sunlights (1966)
  - Ornella Vanoni (1971 pub.)
  - Serge Reggiani (1972)
  - Achille Millo (1972)
  - Renzo Gallo (1974)[23]
  - Renato Tabarroni
  - Stefano Giaccone + Lalli (1991)
  - Ivano Fossati (1992)
  - The Kanzonaccio Band ch. Renato Franchi (1994)
  - Settore Out (1996)
  - Giangilberto Monti (1997 pub.)[24]
  - Renato Dibi (2002)[25]
  - Marmaja (2002)
  - Terminale X (2003)
  - ¡Folkabbestia! ch. Lorenzo Manarini (2006)
  - Mercanti Di Liquore (2006)
  - Erri De Luca (2007)
  - Sara Modigliani (2007)
  - Achtung Banditi! (2007 pub.)
  - Quartetto Vian (2007 pub.)
  - Academia dei Folli (2009)
  - Letti Sfatti & Fabrizio Trampetti (2009)
  - L'Asino e il fiore (2013)
  - Zibba e Almalibre (2013)
- En japonais sous le titre 脱走兵 (Dassôhei)
  - Tomoya Takaishi (1968 pub.)[26]
  - The Folk Crusaders (1968, 2006 pub.)[27]
  - National Folk Festival ch. Shunichi Hashimoto (1971)[26]
  - Takuji Oyama (1989)[27]
  - Sawada Kenji (1990)[20]
  - Daisuke Mine (1993)
  - Hiroko Shimamoto (1993)
  - Shinjo Mayumi (1994)
  - Ayako Tadashi (1994)
  - Masahiro Motoki (1997)
  - The Folk Partisan ch. Michyo Mori et Osamu Okuno (2003)[26]
  - Sachiko Kaiyama (2003)
  - Makoto Shimamura (2004)[27]
  - Natsuyo Fukamidori (2004 pub.)
  - Naki Hatano (2008)
  - Mayumi Xincheng (2009)
  - Sachiko Hotta (2012)
  - Linda Yamamoto (2013)
  - Tadao Yamamoto, chœurs Les Sirènes (2015)
- En kabyle sous le titre Amezzarti
  - Imaziten Imula (1981)
- En ligure sous le titre O disertò
  - Buio Pesto (2006)
- En macédonien sous le titre Dezerter
  - F.P.O[28] (2006)
- En néerlandais sous le titre De Deserteur
  - Peter Blanker (1964)
  - Ronnie Potsdammer (1966)
  - René Frank (1969)
- En norvégien sous le titre Herr President
  - Birgitte Grimstad (1966)
  - Bare Egil Band & X-tra (1997)[29]
- En occitan sous le titre Lo Desertor
  - L'Escabòt (2006)
  - Patric (2007)
- En polonais sous le titre Dezerter
  - Robert Matera (1994)
- En sarde sous le titre Su Disertore
  - Askra (2004)
- En suédois sous le titre Jag står här på ett torg
  - Ulla Sjöblom (1956)[30]
  - Lena Granhagen (1957)
  - Ola & Janglers (1967)[31]
  - Roland von Malmborg (1970)[31]
  - Cornelius Vreeswijk (1972)[31]
  - Pierre Fahlström (1975)[31]
  - Lena Hellström (1981)[32]
  - VPK, S Blasorkester i Stockholm (1982)[31]
  - Jens Christensen (1983)[31]
  - Elisabeth Gerle (1983)
  - Jan Hammarlund (1985)[31]
  - Ståkkålms-Ringo ch. Mattias Lundqvist (1988)[31]
  - May-Britt Carlson (1989)
  - Duo Vi (1990)[32]
  - Sören Rydgrens (2000)
  - Arja Saijonmaa (2003)
  - Monica Nielsen (2004)
  - Lill Babs (2005)
  - Inger Öst (2007)
  - Sofia Karlsson (2007)
  - Jämna Plågor ch. Matilda Kihlber (2007)[33]
  - Christopher Wolterr (2009)[31]
  - Lars-Ake Andersson (2011)
  - Spinning Jennies (2015)[31]
- En suisse allemand sous le titre Der Dienschtverweigerer
  - Franz Hohler (1973)
  - Jürg Jegge (1980)[34]
  - Tinu Heiniger (1981 pub.)[34]
- Versions instrumentales
  - Raymond Boisserie, son accordéon et sa grande formation (1966)
  - Georges Jouvin, sa trompette d'or et son orch. (1966)
  - Jeff Clyton[35] et son orch. (1967)
  - Pierre Koclejda et son ensemble (1968)
  - Jean Serge
  - André Trichot
  - Claude Colombier, son ensemble et ses chœurs (p-p)
  - André-Jean Dervaux et son orch.
  - The Star Slow Orchestra
  - Les Hot Swing (1989)
  - Chœur des Jeunes de la Faculté de musique de l'Université de Montréal (2001)
  - Stéphane Aubry (2003)
  - Willy Bischof (2004)
  - Nadim (2005)
  - André Loppe (2006)
  - Samy Daussat Trio (2011)
  - Bruno Fontaine (2014)

#### Sur une autre musique
- Roland Moreno ch. Sylvain Robert (deux versions sous-titrées Leyenda français et Leyenda yankee), sur la musique de R. Moreno, I. Albeniz
- Tchad Unpoe (2007), sur sa propre musique.

### Chansons deLa Bande à Bonnot
Les dix-neuf chansons que Boris Vian a écrites (et souvent composées) en 1954 pour la pièce de Henri-François Rey La Bande à Bonnot qui fut représentée au Théâtre du Quartier Latin en novembre 1954, sont présentées suivant l'ordre où elles venaient s'intégrer dans le texte de l'auteur de la pièce (sauf L'Enfance de Bonnot rejetée en dernière position faute d'avoir pu retrouver sa véritable place, si toutefois elle en eut jamais une).
Trois chansons (L'Anguille, La Java des chaussettes à clous et surtout Les Joyeux bouchers) ont eu ensuite une carrière autonome.
En 1975 Jacques Canetti sort le disque La Bande à Bonnot (Douze chansons – Paroles de Boris Vian – Musique de Louis Bessières), repris en 2002 sur CD et en 2015 de nouveau sur LP.
En 2003 la Radio svizzera di lingua italiana (Radio suisse de langue italienne) accepte d'émettre un feuilleton radiophonique musical tiré du spectacle La Belle époque della Banda Bonnot (d'après les chansons de Boris Vian) produit par Francesca Giorzi. En 2004 les créateurs de ce spectacle (Giangilberto Monti et Carlo Cialdo Capelli pour la direction musicale) sortent sur le label FolkClub Ethnosuoni le compact disque du même nom contenant la totalité des dix-neuf chansons écrites par Boris Vian, adaptées et chantées par Monti (sauf Règlements de comptes dont le texte est dit), accompagné par un autre disque présentant le feuilleton radiophonique.
| Titre                                                                                            | Compositeur     | Interprète (An) |
| ------------------------------------------------------------------------------------------------ | --------------- | --- |
| Prologue                                                                                         | Boris Vian      | |
| Prologue                                                                                         | Louis Bessières | Giangilberto Monti (2004 ital.) |
| Thème de Bonnot                                                                                  | Boris Vian      | |
| Thème de Bonnot                                                                                  | Louis Bessières | Giangilberto Monti (2004 ital.) |
| Qui dira                                                                                         | Boris Vian      | |
| Qui dira                                                                                         | Louis Bessières | Lucienne Vernay et Pierre Jamet (1975) Giangilberto Monti (2004 ital.) |
| Les Joyeux bouchers                                                                              | Jimmy Walter*   | Boris Vian (1955) Les Garçons de la Rue (1956) Peter Blanker (1964 néerl.) Robert Darame et al. (1968 pub.) Mouloudji (1976) Jean Bourbon (1981 pub.) Les Garçons (1985) Wolfgang Reichmann (1987 allem.) Annie et Artus (1993) Sue et les Salamandres (1994) Giangilberto Monti (1997 pub. ital., 2004 ital.) Catherine Ringer & The Renegade Brass Band (1997) Loes Snijders (1999 pub., 2003 allem.) Letícia Coura (2001 fr. et port.) Les z'Hameçons (2002) Les Polis Sont Acoustiques (2002) Jean-Claude Hurni et Jean-François Ingold (2002 pub.) Stéphane Aubry (2003 instr., ch. Jean-Pierre Boujard) La Campagnie des musiques à ouïr (2003) Les Croquants (2004) Les Joyeux bouchers ch. John-Philipp Rabbit (2004) Xavier Alberti ch. Oriol Genis (2004 catal.) Archigéant (2006) Quartetto Vian (2007 pub. ital.) Christian Olivier (2009) Carla Borghetti (2009) Bourrées de complexes ch. Fabienne Déroche (2009) Sandra Le Couteur (2010) Carmen Maria Vega (2013) |
| Thème du phonographe / Judith                                                                    | Boris Vian      | |
| Thème du phonographe / Judith                                                                    | R. Mezenov Sa   | Giangilberto Monti (2004 ital.) |
| Dedion Bouton (Partie 1)                                                                         | Boris Vian      | |
| Dedion Bouton (Partie 1)                                                                         | Louis Bessières | Cécile Vassort (1975) Giangilberto Monti (2004 ital.) |
| Chanson des vieillards                                                                           | Boris Vian      | |
| Chanson des vieillards                                                                           | Louis Bessières | Maurice Barrier (1975) Giangilberto Monti (2004 ital.) |
| L'Anguille                                                                                       | Boris Vian      | Magali Noël (1964, 1989 pub.) Béatrice Moulin (1964) Giangilberto Monti (2004 ital.) |
| Les Donneurs                                                                                     | Jimmy Walter*   | Giangilberto Monti (2004 ital.) Medef Inna Babylone (2008) |
| La Java des chaussettes à clous                                                                  | Jimmy Walter*   | Boris Vian (1954) Aimable, son accordéon et son orgue (1955 instr.) Jacques Higelin (1964) Les Charlots (1969) Giangilberto Monti (1997 pub. ital., 2004 ital.) Jean-Claude Hurni et Jean-François Ingold (2002 pub.) |
| Règlements de comptes                                                                            | Jimmy Walter*   | |
| Dedion Bouton (Partie 2)                                                                         | Boris Vian      | |
| Dedion Bouton (Partie 2)                                                                         | Louis Bessières | Maurice Barrier (1975) Giangilberto Monti (2004 ital.) |
| Chanson de Judith                                                                                | Boris Vian      | |
| Chanson de Judith                                                                                | Louis Bessières | Maurice Barrier et Judith Magre (1975) Giangilberto Monti (2004 ital.) |
| Ah papa chéri                                                                                    | Boris Vian      | |
| Ah papa chéri                                                                                    | Louis Bessières | Cécile Vassort (1975) Giangilberto Monti (2004 ital.) |
| Chanson sur la solitude                                                                          | Boris Vian      | |
| Chanson sur la solitude                                                                          | Louis Bessières | Giangilberto Monti (2004 ital.) |
| L'Enfance de Bonnot                                                                              | Boris Vian      | |
| L'Enfance de Bonnot                                                                              | Louis Bessières | Cécile Vassort et Kim Ibarra (1975) Les Garçons (1985) Giangilberto Monti (2004 ital.) |
| Épilogue                                                                                         | Boris Vian      | |
| Épilogue                                                                                         | Louis Bessières | Lucienne Vernay et Pierre Jamet (1975) Les Garçons (1985) Giangilberto Monti (2004 ital.) |
| Chanson du marchand d'oublies 1er couplet : Le Marchand 2e couplet : Jeune fille snob 3e couplet | Boris Vian      | |
| Chanson du marchand d'oublies 1er couplet : Le Marchand 2e couplet : Jeune fille snob 3e couplet | Louis Bessières | Cécile Vassort (1975) Yves Robert (1975) Les Garçons (1985) Giangilberto Monti (2004 ital.) |
| Complainte de Bonnot                                                                             | Louis Bessières | Judith Magre (1975) Les Garçons (1985) Giangilberto Monti (2004 ital.) |

### Autres chansons
| Titre | An        | Compositeur                                     | Interprète (An) |
| --- | --------- | ----------------------------------------------- | --- |
| À Cannes cet été (Fragiles Eyes)                                                                                       | 1958      | Quincy Jones, Eddie Barclay*                    | Henri Salvador (1959) Eddie Barclay et son grand orch. (1959 instr.) Les Traders (1962 instr.) Géo Mouque et ses pianos (instr.) Eddy Mitchell GOS ch. Maud Rakotondravohitra-Boutrin (2002, 2005) Anabela Duarte (2006) |
| À l'école de l'amour (ver. féminine)                                                                                   | 1958      | Michèle Auzepy*                                 | |
| À l'école de l'amour (ver. masculine)                                                                                  | 1958      | Michèle Auzepy*                                 | |
| À la pêche des cœurs (ver. masculine)                                                                                  | 1957      | Alain Goraguer*                                 | Boris Vian (1957) Luís Madureira (1993) Jean-Claude Hurni et Jean-François Ingold (2002) Andy Chango (2008 esp.) |
| À la plage | 1955      | Alain Goraguer*                                 | André Réweliotti et son orch. (1957 instr.) |
| Adélaïde blues | 1957      |                                                 | |
| Alhambra rock | 1956      | Alain Goraguer*                                 | Magali Noël (1956, 1989 pub. p-p) Carmen Maria Vega (2013) Aurore Quartet ch. Aurore Voilqué (2014 pub.) |
| Allons z'enfants (Le conscrit)                                                                                         | 1952      | Marcel Mouloudji, Albert Assayag                | Mouloudji (1971 acc. Assayag, 1971 acc. Goraguer, 1974 pub., 1976) |
| L'Âme slave | 1954      | Jimmy Walter*                                   | Boris Vian Jacques Higelin (1964) Les Charlots (1969) Mouloudji (1976) Rona Hartner (2009) Carmen Maria Vega (2013) |
| L'Amour | 1958      | Henri Salvador*                                 | Béatrice Arnac (1962) Henri Salvador (1979) |
| L'Amour avait pris le volant                                                                                           | 1958      | Henri Bourtayre*                                | |
| L'Amour en cage | 1954      | Jimmy Walter*                                   | Marie-José Casanova (1964) Pauline Julien (1966) Marie-Thérèse Orain (1968) Cécile Vassort (1971) Claire Gignac (2000) French Canapé ch. Marie-Marine Lévesque (2014) |
| Angliche java (Java pour Pétula)                                                                                       | 1958      | Joe Henderson*                                  | Pétula Clark (1959) Aimable, son accordéon et son orgue (1959 instr.) |
| L'Année à l'envers | 1954      | Jimmy Walter*                                   | Jacques Higelin (1964) Agnès Jaoui (2009) |
| Apprenez-moi la chance                                                                                                 | 1954-59   |                                                 | |
| L'Araignée du soir | 1954      | Boris Vian                                      | Magali Noël (1964) |
| Arc-en-ciel | 1955      | Jean-Pierre Landreau, Jean Gruyer*              | |
| Arthur… où t'as mis le corps ?                                                                                         | 1958      | Louis Bessières, arr. Alain Goraguer            | Serge Reggiani (1964, env. 1970 pub., 1979) Jean Bourbon (1981 pub.) Les Garçons (1985) Gérard Berliner (2009) Dominique Babilotte (05/2011 pub.) |
| Au bal | 1958      | Henri Salvador*                                 | Bob Calfati et son orch. (1962 instr.) |
| Au bal aux ballots | 1958      | Henri Salvador*                                 | Henri Salvador (1979) Magali Noël (1989 pub.) Mic Mac (1995) |
| Au bal chez les anges (1re ver.)                                                                                       | 1958      | Henri Salvador*                                 | Henri Salvador (1979) Jean Sala (1979 instr.) Annette Banneville (1998) |
| Au bal chez les anges (2e ver.)                                                                                        | 1958      | Henri Salvador*                                 | |
| Au bal chez les anges (3e ver.)                                                                                        | 1958      | Henri Salvador*                                 | Henri Salvador (1979) Annette Banneville (1998) |
| Au bon vieux temps | 1943      | Johnny Sabrou*                                  | Magali Noël (1989 pub.) |
| Au revoir mon enfance                                                                                                  | 1954      | Jimmy Walter*                                   | Renée Lebas (1955) |
| Ave Maria des pêcheurs                                                                                                 | 1958      | Henri Salvador*                                 | Henri Salvador (1979) |
| Avec sa veste blanche                                                                                                  | 1956      | Michèle Auzepy*                                 | |
| Avec ton sourire | 1958      | Alexandre Champigny                             | Alexandre Champigny (2007) |
| Bain de minuit | 1954-59   |                                                 | |
| Baisers de Tahiti | 1958      |                                                 | |
| Bal des fadas | 1959      | Les Marche-Pied                                 | Les Marche-Pied (2009) |
| Ballade de la chnouf                                                                                                   | 1954-55   | Simon Desnues*                                  | |
| Ballade du lapin | 1956      | JP Nataf                                        | JP Nataf (2009) |
| Ballade pour Marie-Chantal                                                                                             | 1956-58   |                                                 | |
| Barcelone | 1955      | Alain Goraguer*                                 | Boris Vian (env. 1957) Luís Madureira (1993) Catherine Delasaille (1994) Loes Snijders (2003) Quartetto Vian (2007 pub.) Gerardo Balestrieri et les travailleurs de la nuit (2007) Thomas Fersen (2009) Giorgis (2011) |
| Bateau Baïon | 1955      | Alix Combelle, Jean-Claude Pelletier*           | Alix Combelle et son grand orch. (1955 instr.) Jean Bonal et ses rythmes brésiliens (1955 instr.) |
| La Belle vie | 1956      | Christiane Verger*                              | |
| Berceuse pour les ours qui ne sont pas là                                                                              | 1951      | Stéphane Varègues                               | Stéphane Varègues (1985) |
| Berceuse pour les ours qui ne sont pas là                                                                              | 1951      | Claude Vence                                    | Claude Vence |
| Bérénice | 1957      | Michèle Auzepy*                                 | |
| Bien loin | 1957      | Henri Salvador*                                 | Évelyne Dorat (1958) |
| Bientôt | 1958-59   | Fred Pallem                                     | Jane Birkin (2009) |
| Blouse du dentiste | 1958      | Henri Salvador*                                 | Henri Salvador (1958, 1958 pub., 1980, 1982 pub., 1995 pub.) Little Jo (1979) Tao-By and Co (1981) Henri Byrs, Kenny Clarke, Roland Lobligeois (1981 instr.) Gilbert Montagné (1985 pub.) L'Orchestre du Grand Turc (1990) Philippe De Preissac Trio + (1994) Paul Personne et Ticky Holgado Yves Duteil (1996) Henri Salvador et Ray Charles (1996 TV) Enrico Macias (1998) Claude Reboul (1999) L'Affaire à Swing (2001 p-p) Bénabar et Henri Salvador (2004 pub.) Anabela Duarte (2006) Jacques Haurogne (2007) Andy Chango (2008 esp.) Maurane (2009) Dolbeau trio (2009 pub.) Gratt'delapatt' (2010) Les Bisons Ravis (2010) Paris Paname ch. Gilles Cunin (2011) Isabelle Kurbetz et Le Touzazimute Combo (2013 pub.) Fabrice Eulry (2015) Marie Silvia Manuel Manuel (2015) |
| Blues pour Jean Martin                                                                                                 | 1955      | Boris Vian, Alain Goraguer*                     | Boris Vian Béatrice Moulin (1964) |
| Bois un coup et va au lit                                                                                              | 1958      | Gérard La Viny, Jacques Richemont*              | Gérard La Viny (1959) Les Bisons Ravis (2010) |
| Bourrée de complexes                                                                                                   | 1955      | Alain Goraguer*                                 | Boris Vian (1955) Les Charlots (1969) Sue et les Salamandres (1994) Laurence Hartenstein (1998) Loes Snijders (1999) Jean-Claude Hurni et Jean-François Ingold (2002) Stéphane Aubry (2003 instr., 2003 ch. Jean-Pierre Boujard) Chanteurs de Sornettes (2003) Les Polis Sont Acoustiques (2006) Carmen Maria Vega et Merlot (2009) Bourrées de complexes ch. Fabienne Déroche (2012) |
| C'est ici | 1954-59   | Mustapha Amokrane, Hakim Amokrane, Jérémy Dirat | Zebda (2009) |
| C'est la java du coin d'la rue                                                                                         | 1950 env. | Paul Braffort*                                  | |
| C'est la vie c'est la vie                                                                                              | 1959      | Henri Bourtayre*                                | |
| C'est le be-bop (It's the Be-bop)                                                                                      | 1949      | Jacques Diéval*                                 | Henry Salvador (1950) Rose Mania (1954) Magali Noël (1989 pub. p-p) Sue et les Salamandres (1994) |
| C'est par un beau jour de fête                                                                                         | 1959      | Henri Salvador*                                 | |
| C'est surprenant | 1951-54   |                                                 | |
| C'était pour jouer | 1958      | Henri Salvador*                                 | Hildegarde Neff (1958) Henri Salvador (1959, 1979) Jack Melrose et sa trompette bouchée (1959 instr.) Bernard Hilda y su orchestra (1959 instr.) |
| C'était un gars (Dobradinho)                                                                                           | 1957      | Luiz Bonfa*                                     | Luiz Bonfa (1957) Jean-Louis Tristan (1959) |
| C'était une pauv' gosse des rues                                                                                       | 1947      | Marcel Mouloudji, Albert Assayag                | Mouloudji (1971) |
| C'était une pauv' gosse des rues                                                                                       | 1947      | Yves Gilbert                                    | |
| Ça commence toujours                                                                                                   | 1955      | Alain Goraguer*                                 | |
| Ça pince | 1958      | Henri Salvador*                                 | Henri Salvador (1958) GOS ch. Michel Winogradoff et Lou Volt (2002) |
| Calypso blues | 1957      | Alain Goraguer*                                 | Boris Vian (env. 1957) |
| Cantate des boîtes | 1954      | Alain Goraguer*                                 | Les Quatre Barbus (1971) Les Garçons (1985) Magali Noël (1989 pub.) Antoine de Caunes (2009) |
| Caroline | 1950      | Jack Diéval*                                    | |
| Casserole-sérénade | 1954-56   | Jacques Ledrut*                                 | |
| Casserole-sérénade | 1954-56   | Arthur H                                        | Arthur H (2009) |
| Ce n'est que l'ombre d'un nuage                                                                                        | 1945      | Jack Diéval*                                    | Irène Joachim et Jacques Jansen André Ferrand |
| Ce que j'aime dans la romance                                                                                          | 1958      | Henri Salvador*                                 | |
| Ce que j'aime dans la romance                                                                                          | 1958      | Marcel Van Dam                                  | Marcel Van Dam (2005 pub., 2007) |
| Ce que j'aime dans la romance                                                                                          | 1958      | Ayser Schmid-Vançin                             | Mathieu Chardet (2008 pub.) |
| Ce soir | 1955-57   |                                                 | |
| Cécilia | 1958      | Henri Salvador*                                 | Henri Salvador (1958) Alain Jean-Marie (2000) |
| Cha cha du loup | 1958      | Spartaco Andreoli*                              | Lalala (env. 2001) |
| Cha cha du loup | 1958      | Les Marche-Pied                                 | Les Marche-Pied (2009) |
| Cha cha rouge | 1958      | Spartaco Andreoli*                              | |
| Chanson de charme | 1956      | Alain Goraguer*                                 | |
| Chanson de charme | 1956      | Albert Gerriet                                  | Albert Gerriet (1969) |
| Chanson de charme | 1956      | Marcel Mouloudji, Albert Assayag                | Mouloudji (1971) |
| Chanson dégueulasse | 1950 env. | Paul Braffort*                                  | |
| Chantez | 1954      | Boris Vian                                      | Boris Vian Béatrice Moulin (1964) Arlette Téphany (1971) Les Garçons (1985) |
| Chaperon rock | 1956      | Alain Goraguer*                                 | Peb Roc et ses Rocking Boys (1957) Sue et les Salamandres (1994) Martine Guillaume |
| La Chasse à courre À la Duchesse (feu) du Zeste                                                                        | 1950-52   |                                                 | |
| La Chasse à l'homme | 1958      | Michèle Auzepy*                                 | Magali Noël (1964, 1989 pub. p-p) Pauline Julien (1966) Loes Snijders (1999) |
| Choisis ta route | 1958      | Henri Salvador*                                 | |
| Cinématographe | 1954      | Jimmy Walter*                                   | Boris Vian (1955) Mouloudji (1955, 1976) Joan Daniell (1955) The New Animal Crackers Band (1955 instr.) Augusto Baldi, son accordéon et son ensemble musette (1955 instr.) Claude Bolling (1956 instr.) André Réweliotti et son orch. (1957 instr.) Élise Vallée (1957) Jean Claudric et son orch. (1959 instr.) Béatrice Moulin (1964) Pauline Julien (1964) Les Charlots (1969) U. Gomina (1987) Luís Madureira (1993) Gendarmerie Mobile (1997 instr.) Claude Reboul (1999) Little Big Band (2003) Stéphane Aubry (2003 instr., ch. Jean-Pierre Boujard) Les Bricoleurs ch. Marc Pira (2004) Stan é Sue (2004) -M- (2009) Bourrées de complexes ch. Fabienne Déroche (2009) Dolbeau trio (2009 pub.) Les Blaireaux (2011 pub.) |
| Cinématographe | 1954      | Roland Moreno, J.-S. Bach                       | Roland Moreno ch. Sylvain Robert |
| Club Saint-Germain | 1950      | Boris Vian, Jean Gruyer*                        | |
| Le Code de la route à la façon de Boris Vian Texte officiel et chansons pour l'assimiler sans douleur Articles 1 à 102 | 1955      | Aux airs de folklore                            | Boris Vian (1955) |
| Cœur de rock | 1956      | Alain Goraguer*                                 | Rock Failair et son orch. de p'tits milliardaires (1957) |
| Le Coin d'la rue | 1954-59   |                                                 | |
| Complainte d'Alphonse                                                                                                  | 1954-59   | Yves Gilbert                                    | Philippe Clay (1971) |
| La Complainte du progrès                                                                                               | 1955      | Alain Goraguer*                                 | Boris Vian (1955) Mouloudji (1976) Bernard Lavilliers (1982) Luís Madureira (1993) Sue et les Salamandres (1994) Gendarmerie Mobile (1997 instr.) Moreno Macchi (1999) Loes Snijders (1999, 2003) Letícia Coura (2001 port.) Lalala (env. 2001) Les Polis Sont Acoustiques (2001) Caroline Jazz Band (2001) Chanson plus bifluorée (2001, 2002 pub.) GOS ch. Alice Prévost et Paul Maucourt (2002) Jean-Claude Hurni et Jean-François Ingold (2002) Klub Sputnik : ensemble touristique (2003 pub.) Stéphane Aubry (2003 instr., ch. Jean-Pierre Boujard) Enfants du Chœur de la Maîtrise de Paris (2004) Cécilem (2005) Manuel (2005) Les Flingueurs (2005) Lou-Mary (2006) Quartetto Vian (2007 pub. ital.) Andy Chango (2008 esp.) Juliette (2009) 200 voix (2011) Harmonie de l'Électricité de Strasbourg (2011 instr.) Bourrées de complexes ch. Fabienne Déroche (2012) Carmen Maria Vega (2013) Martine Guillaume Isabelle Kurbetz et Le Touzazimute Combo (2013 pub.) |
| Confidences, jamais vu                                                                                                 | 1950-54   | Stéphane Varègues                               | Stéphane Varègues (1985) Les Garçons (1985) |
| Confidences, jamais vu                                                                                                 | 1950-54   | Les Marche-Pied                                 | Les Marche-Pied (2009) |
| Con-plainte des con-tribuables (Les chants désespérés sont etc.) (Machin)                                              | 1956      | Les Salamandres                                 | Sue et les Salamandres (1994) |
| Conseils à un ami | 1958      | Henri Salvador*                                 | |
| Conseils à un ami | 1958      | Marcel Mouloudji, Albert Assayag                | Mouloudji (1971) |
| Conseils à un ami | 1958      | Max Rongier                                     | Max Rongier (1974) |
| Les Conseils de grand-papa                                                                                             | 1957      |                                                 | |
| Cortège (Hoy) | 1958      | Henri Decker*                                   | Unico Multi et ses 4 voix (1958) Miguel Amador (1958) Joss Baselli (1958 instr.) Léo Clarens et son orch. (1958 instr.) |
| Les Cosaques | 1954      | Boris Vian                                      | |
| Cours ta chance | 1958      |                                                 | |
| Cueille la vie | 1956      | Michèle Auzepy*                                 | Magali Noël (2010) |
| Cueillir le jour | 1951      | Louis Bessières*                                | |
| Dans mon lit | 1954      | Jimmy Walter*                                   | Jacques Higelin (1964) Jean Bourbon (1981 pub.) Les Garçons (1985) Debout Sur Le Zinc (2002 pub.) |
| Danse des sosies | 1956      | André Popp*                                     | André Popp et son orch. (1956 instr.) |
| La Danse du chat | 1959      | Eddie Barclay, Léo Missir*                      | Bob Calfati et ses Cha Cha Boys (1959) Pierre Cavalli, sa guitare et son orch. (1959 instr.) Mister Sax (1960 instr.) Jeff W. Higginbothom et son ensemble (1960 instr.) GOS ch. Alice Prévost (2002) Anabela Duarte (2006) |
| De ce côté du ciel | 1958      | Boris Vian                                      | |
| De ce côté du ciel | 1958      | Henri Decker                                    | Unico Multi et ses 4 voix (1958) |
| De velours et de soie                                                                                                  | 1954      | Jimmy Walter*                                   | Serge Reggiani (1964) |
| Demandez à l'intérieur                                                                                                 | 1954-59   | Jean Charles Montibert                          | Les Brisavion 2009 |
| Depuis le jour où devant monsieur le maire                                                                             | 1956-58   |                                                 | |
| Depuis le temps… | 1953-56   |                                                 | |
| La Dernière danse | 1958      | Henri Salvador*                                 | Henri Salvador (1989) |
| La Dernière valse | 1954      | Boris Vian                                      | Serge Reggiani (1964) Lou Tremblay (09/1998 pub.) Bourrées de complexes ch. Fabienne Déroche (2009) |
| La Dernière valse | 1954      | Edison Denissov                                 | Ensemble Kaléïdocollage ch. Gerda Hartman (1986) Hedwig Fassbender & Ensemble (1993) |
| Dérouillade blues | 1958      | Henri Salvador*                                 | Henri Salvador (1979) |
| Désert de l'amour | 1958      |                                                 | |
| Dis-moi qu'tu m'aimes rock                                                                                             | 1956      | Michel Legrand*                                 | Henri Salvador (1956) Pierre Gossez et ses Rockets (1956 instr.) Les Frères Ennemis (1974 pub.) Claude Neau (1992) Sue et les Salamandres (1994) |
| Donne, donne, donne | 1958      | Henri Salvador*                                 | Henri Salvador (1960 pub., 1989 acc. Golden Gate Quartet) Christiane Legrand (1960) Gélou (1961) Gil Bernard GOS ch. Maud Rakotondravohitra-Boutrin (2002) Fredonia (2007) |
| Donne-moi-z'en | 1958      | Les Marche-Pied                                 | Les Marche-Pied (2009) |
| Douce et pure | 1954-59   |                                                 | |
| Eh, Mama ! | 1956      | Henri Salvador*                                 | Henri Salvador (1956) Magali Noël (1957) Lord Calypso (1957) Léo Clarens et ses Calypsos (1957) Sue et les Salamandres (1986 pub., 1994) |
| Elles sont si belles                                                                                                   | 1954-59   |                                                 | |
| Envole-toi | 1954      | Jimmy Walter*                                   | André Réweliotti et son orch. (1957 instr.) Marie-José Casanova (1964) Cécile Vassort (1971) Sarah Boréo (1981 pub.) |
| Essayons… | 1958-59   | Hervé Sellin                                    | Magali Noël (2010) |
| Et si… | 1956      | Alain Goraguer*                                 | Marie-José Casanova (1964) |
| L'Été reviendra | 1954      | Boris Vian, Claude Laurence*                    | |
| L'Expérience | 1954      | Jimmy Walter*                                   | |
| Fais-moi mal, Johnny                                                                                                   | 1956      | Alain Goraguer*                                 | Magali Noël (1956, 1980 TV, 1980, 1980 angl.) Monique Tarbès (1964) Jacqueline Jorris (1967) Pauline Julien (1967) Les Charlots (1969) U. Gomina Nicole Vassel (1982) Sue et les Salamandres (1983) Magali et Stéphanie Noël (1989 pub., 1990 TV) L'Orchestre du Grand Turc (1990) Claude Neau (1992, 1992 pub.) Marylène (1993 pub.) La Bande Magnetik (1993) Julie Fradette (1994) Loes Snijders (1994, 1999) Liselotte Hamm (1995) Caroline Jazz Band ch. Florence Chauveau (1995) Caroline Loeb (1997) Renaud Marx (1998) Brico Jardin (1999) Marie Cayrol Willem Breuker Kollektief & Loes Luca (1999) Mónica y su Mecanica (2000) GOS (env. 2000 pub., 2002 ch. Lou Volt) Les Polis Sont Acoustiques (2001) Letícia Coura (2001 port.) Stéphane Aubry (2003 instr., ch. Patricia Guede) Les Bricoleurs ch. Marc Pira (2004) Le Pocket Orchestra Petra Bassus (chant) & Alexandre Bytchkov Béatchou et son orgue de Barbarie Morwenna et son orgue de Barbarie (2006) Maria Olevskaya (2006) Anabela Duarte (2006) La Marche (2006) Olivia Lancelot & Christopher Bach (2006 pub.) Elodie Frégé (2007) Hannelore & Pieter (07/2007 pub.) François Hadji-Lazaro (2009) Aurore Quartet ch. Aurore Voilqué (2009, 2014 pub.) Carmen Maria Vega (2013) Isabelle Kurbetz et Le Touzazimute Combo (2013 pub.) Vitor Hublot ch. Jacques Duvall et Isabelle Weri (2014) French Canapé ch. Marie-Marine Lévesque (2014) Charlotte Latzarus (2014) |
| Faits divers | 1956      | Gil Carso*                                      | |
| Famille d'artistes (Les Grandes Familles françaises)                                                                   | 1954      | Boris Vian                                      | |
| Faut être gentils | 1954-59   | Hervé Sellin                                    | Magali Noël (2010) |
| Faut rigoler (Mambo des Gaulois)                                                                                       | 1958      | Henri Salvador*                                 | Henri Salvador (1960, 1960 pub., 1980, 1982 pub., 1995 pub. p-p) Jacques Hélian et son orch. (1960) Nick Kartoon et ses tueurs à gages (1960 instr.) Émile Prud'homme et son ensemble (1961 instr.) Jack Ary et son orch. (1961) Ray Tchicoray et sa trompette d'or (1961) Henry Leca et ses 4 formations électroniques (1966 instr. p-p) Hector Delfosse et son ensemble (instr. p-p) Les Bigophones gaulois de trappes Aimable, son accordéon et son orch. (1980 instr.) John Ozila (1985 p-p) David et ses Croquettes (1985) Michel Pruvot (1986 instr.) Ambiance (1993) Didier Gustin (1996) Harry Williams Ludovic Beier (2001 instr.) Jacques Haurogne (2007) Jean Harduin (2010 instr. p-p) Ponpon et le Big Band du 19e Cantovano & his orchestra (2010 instr.) La Belle Équipe (2012 instr.) Éric Bouvelle (2016 instr.) |
| Le Fêtard | 1958      | Henri Salvador*                                 | Henri Salvador (1958) Paul Mattei et son orch. (1959 instr.) Béatrice Moulin (1964) Andy Chango (2008 esp.) |
| La Fiancée du capitaine                                                                                                | 1956      | Alain Goraguer*                                 | Louis Massis (1957) Jacques Hélian et son orch. ch. Roger Courcelle (1957) Caroline Cler (1957) Colette Chevrot (1958) Georgie Viennet (1959) Arlette Téphany (1971) |
| La Fille de Hambourg                                                                                                   | 1958      | Jean Ledrut*                                    | Hildegarde Neff (1958) Robert Trabucco et son ensemble musette (1959 instr.) |
| La Fin des vacances | 1959      | Henri Salvador*                                 | Henri Salvador (1959) Mina (2005) Isabelle Kurbetz et Le Touzazimute Combo (2013 pub.) |
| Flamme d'or | 1959      | Daniel White*                                   | |
| Le Fleuve | 1958      | Michèle Auzepy*                                 | |
| Le Fleuve | 1958      | J.-C. Séférian                                  | Jean-Claude Séférian (1993) |
| Fragile | 1952      | Eddie Barclay*                                  | Emil Stern et son piano magique (1952 instr.) |
| Les Frères | 1949      | Boris Vian                                      | Les Quatre Barbus et Arlette Téphany (1971) |
| Frock and roll | 1956      | Alain Goraguer*                                 | |
| Fugue | 1954      | Jimmy Walter*                                   | Serge Reggiani (1964) Pauline Julien (1966) Magali Noël (1989 pub.) |
| Le Gars de Rochechouart                                                                                                | 1957      | Henri Salvador*                                 | Anny Gould (1957) Maria Remusat (1958) Edmundo Ros & his orch. (1958 instr.) Henri Salvador (1958) Jacqueline François (1958) Yvette Giraud (1958) Marino Marini ed il suo quartetto (1958 instr.) Edmundo Ros & his Orchestra (1958 instr.) Max Marino à l'accordéon et son orch. (1958 instr.) Max Marino à l'accordéon et son ensemble (1958 instr.) Claude Luter et son orch. (1958) Annie Fratellini (1958) Noël Chiboust et son orch. (1958 instr.) Tony Murena et son ensemble (1958 instr.) Jean Siegfried (1958) Francis Linel (1958) Danièle George (1958) Jacques Brienne et son orch. (1958 instr.) Jean-Louis Tristan (1958) Jack Elliott et son orch. (1958 instr.) Fred Gérard et sa trompette (1958 instr.) Jack Starling et ses rythmes (1958 instr.) Édouard Duleu à l'accordéon et son ensemble (1959 instr.) Michel Dumas (1959) Emil Stern et son piano-rythme (1959 instr.) Virginie Morgan, son orgue et ses rythmes (1959 instr.) Errol Parker (1959 instr.) Pierre Dorsey, son piano et son trio (1959 instr.) Jean-Eddie Cremier et son grand orch. (1959 instr.) Hector Delfosse et son ensemble (instr. p-p) Gastone Parigi (1962 instr.) Michel Legrand et son orch. (1963 instr.) Paul Pata, sa guitare et son quintette (1966 instr.) Arlette Téphany (1971) Mouloudji (1976) Rogier Van Otterloo (1976 instr.) Patrick Saussois et Alma Sinti (2002 instr.)                                                   |
| Les Gens de Saint-Germain                                                                                              | 1948-49   |                                                 | |
| Go and walk a plank, Frank (Va t'faire cuire un œuf, man ! angl.)                                                      | 1956      | Michel Legrand*                                 | |
| Le Gosse | 1957      | Henri Salvador*                                 | Henri Salvador (1958) |
| La Guerre m'a pris | 1958-59   |                                                 | |
| Hambourg parade | 1958      | Jean Ledrut*                                    | Pierre Brachet et son orch. (1958 instr.) Émile Doryphore et sa coopérative agricole (1959 instr.) Raymond Siozade (instr.) |
| The Hit (Le Tube angl.)                                                                                                | 1958      | Henri Salvador*                                 | |
| L'Homme à l'Hispano | 1958      | Spartaco Andreoli* arr. Pierre Cavalli          | Léo Missir, Fernand Andreoli et leur orch. (1959 instr.) Eddie Green (instr.) |
| Huit jours en Italie                                                                                                   | 1954      | Boris Vian                                      | Boris Vian (env. 1954) Jacques Higelin avec Jimmy Walter (1964) |
| Il est tard | 1954-59   | Armelle Pioline                                 | Holden (2009) |
| Il faisait beau comme tout                                                                                             | 1954-59   |                                                 | |
| Il faut me jurer de m'aimer                                                                                            | 1958      | Louis Ferrari*                                  | Louis Ferrari à l'accordéon et son ensemble (1959 instr.) Simone Langlois (1959) Loes Snijders (2003) Magali Noël (2010) |
| Il y a plein de neige dans la rue                                                                                      | 1951-54   |                                                 | |
| Il y avait d'l'amour dans l'air                                                                                        | 1958-59   |                                                 | |
| Inopinément | 1958      | Norman Maine*                                   | Adjudant et Troupiers comiques (1958) Caudry et les Chachacha (1959) |
| J'ai cherché hier | 1954-59   | Claude Vence                                    | Lucienne Vernay |
| J'ai donné rendez-vous au vent                                                                                         | 1945      | Jack Diéval*                                    | André Ferrand |
| J'ai dû rêver | 1954      | Boris Vian                                      | |
| J'ai pas d'mines d'or en Bolivie                                                                                       | 1958-59   |                                                 | |
| J'ai pas d'regret | 1954      | Jimmy Walter*                                   | Serge Reggiani (1964) Jean-Claude Hurni et Jean-François Ingold (2002) |
| J'ai rêvé d'un piano                                                                                                   | 1958      | Jean-Loup Chauby*                               | Germaine Montéro (1958) Jean-Loup Chauby (1962) François Deguelt |
| J'ai tout un bric-à-brac                                                                                               | 1954-59   | V. Charbonnier                                  | Les Marche-Pied (2009) |
| J'ai une poupée | 1947      | Jean Marty*                                     | |
| J'ai vingt ans, la vie est belle                                                                                       | 1958      | Henri Salvador*                                 | Henri Salvador (1958) |
| J'aime pas (ver. femme)                                                                                                | 1954      | Boris Vian, Claude Laurence*                    | Claude Bolling (1956 instr.) Magali Noël (1964) Fabienne Guyon et Florence Pelly (1996) Annick Cisaruk (2000, 2001) |
| J'aime pas (ver. homme)                                                                                                | 1954      | Boris Vian, Claude Laurence*                    | |
| J'aimerais tellement ça                                                                                                | 1957      | Henri Salvador*                                 | Anny Gould (1957) Henri Salvador (1958) Maria Remusat (1958) Cécile Devil (1958) Jacqueline François (1958) Annie Fratellini (1958) Évelyne Dorat (1958) Jo Moutet et son orch. (1958 instr.) Tony Murena et son ensemble (1958 instr.) Francis Norton et son orch. (1958 instr.) Francis Linel (1958) Maria Lopez (1958) Fred Gérard et sa trompette (1958 instr.) Jack Starling et ses rythmes (1958 instr.) Catherine Caps (1959) Franck Fernandel (1966) Jacques Thierry (pub.) Madeleyne |
| J'aimerais tellement ça (ver. femme)                                                                                   | 1957      | Henri Salvador*                                 | Hildegarde Neff (1958) |
| J'avais juré que jamais jamais                                                                                         | 1954-59   |                                                 | |
| J'coûte cher | 1954      | Jimmy Walter*                                   | Magali Noël (1964, 1989 pub.) Liselotte Hamm (1995) Fabienne Guyon (1996) Annick Cisaruk (2000, 2001) Loes Snijders (2003) |
| J'étais amoureux | 1953-56   |                                                 | |
| J'étais sa môme | 1958      |                                                 | |
| J'fais des croix | 1953-56   |                                                 | |
| J'm'appelle Irène | 1958-59   |                                                 | |
| J'suis snob | 1954      | Jimmy Walter*                                   | Boris Vian (1954 p.a., 02/1955 acc. Walter, 04/1955 acc. Goraguer) Mouloudji (1954, 1976) Claude Bolling (1956 instr.) Raymond Girerd (1956) Béatrice Moulin (1964) Les Charlots (1969) Serge Gainsbourg (1977) L'Orchestre du Grand Turc (1990) Lambert Wilson (1991 pub.) Luís Madureira (1993) Triocéphale (1994) Les Colocs (1995) Les Flibustiers de la Chanson Jacques Verzier (1998) Dédé Fortin (09/1998 pub.) Stéphane Roux (1998) Letícia Coura (2001 port.) Caroline Jazz Band (2001) Jean-Claude Hurni et Jean-François Ingold (2002) Les Trapettistes acc. Richard Lornac (2002) GOS ch. Michel Winogradoff et Lou Volt (2002) Jacno (2002) Pierre-Yves Plat (2002 instr.) Éric Charden (2003) Stéphane Aubry (2003 instr., ch. Jean-Pierre Boujard Carmen & David (2004) Les Voix Publiques (2005) Bad French ch. Kiki Moorse (2007) Gerardo Balestrieri et les travailleurs de la nuit (2007) Quartetto Vian (2007 pub. ital.) Andy Chango (2008 esp.) Michel Delpech (2009) Bourrées de complexes ch. Fabienne Déroche (2009) Les Bisons Ravis (2010) |
| J'suis snob (SLOW) (ver. femme)                                                                                        | 1954      | Jimmy Walter*                                   | Monique Tarbes (1964) Sarah Boréo (1981 pub.) Blues Trottoir (1989) Clémentine (Duguet) et l'ensemble Six de sax (1998) Loes Snijders (1999) Zizi Jeanmaire (2000 pub.) Hélène Delavault (2003) Chantal Pillac (2004) Anabela Duarte (2006) Arielle Dombasle (2009) Isabelle Kurbetz et Le Touzazimute Combo (2013 pub.) |
| J'suis un monstre de perversité                                                                                        | 1958      | Yves Gilbert                                    | Arlette Téphany (1971) Sarah Boréo (1981 pub.) Belle Du Berry (1998) |
| J'suis une garce | 1956      |                                                 | |
| J'te veux | 1956      |                                                 | |
| Les Jardins de banlieue                                                                                                | 1954      | Boris Vian, Claude Laurence*                    | |
| Java chauve | 1958      | Henri Salvador*                                 | P.A.O.L.A (1960) Édouard Duleu à l'accordéon et son ensemble (1960 instr.) Édouard Duleu et son ensemble musette (1969 instr.) |
| La Java des bombes atomiques                                                                                           | 1955      | Alain Goraguer*                                 | Boris Vian (1955) Elsa Popping et sa musique sidérante (1956 instr.) Jan et Rod (1957) Pauline Julien (1966) Serge Reggiani (1968, 1971 ital. 1983 pub., 1993 pub.) Les Charlots (1969) Serge et Stéphan Reggiani (1975 pub.) Mouloudji (1976) Eric Le Mans (1979) Jo Courtin (instr.) Bernard Lavilliers (1982) Serge Mondor Etron Fou Leloublan (11/1984 pub., 1985) Luís Madureira (1993) Marylène (1993 pub.) Catherine Delasaille (1994) Jean-Baptiste Farraigue (1995) Liselotte Hamm et Jean-Marie Hummel (1995) Baby All Stars (1995) Cave Gaze Wagon (1997) Claude Reboul (1999) Augustin Wiedemann (2000 instr.) Roland Dyens (2002) Jean-Claude Hurni et Jean-François Ingold (2002) Stéphane Aubry (2003 instr., ch. Jean-Pierre Boujard) Les Bricoleurs ch. Marc Pira (2004) Clara Moreau (2005) Pierre-Yves Plat (2005 instr.) Sanseverino (2005 pub.) Bernard Lavilliers et Sanseverino (07/2005 pub.) Jean-Marc Desbois (2006) Morwenna et son orgue de Barbarie (2006) Olivia Lancelot & Christopher Bach (2006 pub.) Robin Hendriks Quartetto Vian (2007 pub. ital.) Olivia Ruiz (2009) Gérard Berliner (2009) Duo Bastringue ch. Rachel Bazoge (2010) Michel Mino (2010) Chin Na Na Poun ch. Manu Théron (2010) Mark Ashford (2011) Dominique Babilotte (05/2011 pub.) Kote Manouche (2011) Pierrot Fournier (2012) Ensemble Art Sonic (2016 instr.) Andrea Lindsay (2016)                                                 |
| La Java des bombes atomiques                                                                                           | 1955      | Edison Denissov                                 | Ensemble Kaléïdocollage ch. Gerda Hartman (1986) Hedwig Fassbender & Ensemble (1993) |
| La Java des pussy-cats                                                                                                 | 1956-58   | Benoît Dayrat                                   | Benoît Dayrat (1999) |
| La Java des pussy-cats                                                                                                 | 1956-58   | Les Marche-Pied                                 | Les Marche-Pied (2009) |
| La Java javanaise | 1956      | Alain Goraguer*                                 | Louis Massis (1957) Coleümes (1998) |
| La Java martienne | 1955      | Alain Goraguer*                                 | Boris Vian Les Trois Horaces (1956) Elsa Popping et sa musique sidérante (1957 instr.) Pauline Julien (1966, 1967 pub.) Blaguebolle (1978 instr.) Willem Breuker Kollektief & Mondrian Strings (1991 instr.) Paul-Andrée Cassidy (1996) Gendarmerie Mobile (1997 instr.) GOS ch. Xavier Thibault (2002) Loes Snijders (2003) Pierre Charial (2005) Morwenna et son orgue de Barbarie (2006) Fanfarniente della Strada (2007 instr.) Andy Chango (2008 instr.) Patrick Couton et George Fischer (2012) Martine Guillaume |
| Java mondaine | 1957      | Henri Salvador*                                 | Jacqueline François (1957) Henri Salvador (1958) Édouard Duleu à l'accordéon et son ensemble (1958 instr.) |
| Je bois | 1955      | Alain Goraguer*                                 | Boris Vian (1955) Serge Reggiani (1964) Les Charlots (1969) Mouloudji (1976) Rudy Bonin (1988) L'Orchestre du Grand Turc (1990) Interkantonale Blasabfuhr ch. René Widmer (1991) Luís Madureira (1993) Loes Snijders (1994, 1999 pub., 2003) Karen Young & Michel Donato (1996) Gendarmerie Mobile (1997 instr.) Belle Du Berry et al. (1998) Gainche & Co. (1999) Cristine Combe (2000 pub.) Letícia Coura (2001) Jean-Claude Hurni et Jean-François Ingold (2002) Stéphane Aubry (2003 instr., ch. Jean-Pierre Boujard) Bodil Ashkenazy (2005) Kevin Parent Nathalie Nadon (2006) Anabela Duarte (2006) Gerardo Balestrieri et les travailleurs de la nuit (2007) Hannelore & Pieter (07/2007 pub.) Quartetto Vian (2007 pub.) Susie Arioli (2008) Andy Chango (2008 esp.) Katerine (2009) Philippe Katerine & Elmosnino (2010 p-p) Jean Faure (2011 pub.) Isabelle Kurbetz et Le Touzazimute Combo (2013 pub.) |
| Je chante des chansons                                                                                                 | 1959      | Les Marche-Pied                                 | Les Marche-Pied (2009) |
| Je chasse | 1955      | Boris Vian ou J. Müller                         | Élise Vallée (1957) Gus Viseur et son ensemble (1958 instr.) Pauline Julien (1966) |
| Je crois entendre | 1950      | Jean Gruyer, Jean-Pierre Landreau*              | |
| Je l'ai connu | 1947      | Jean Marty*                                     | |
| Je m'en fous | 1957      |                                                 | |
| Je me souviens de vous                                                                                                 | 1957      | Henri Salvador*                                 | Henri Salvador (1959, 1979) |
| Je n'aime que moi | 1957      | Alain Goraguer*                                 | Nicole Vassel Il Gran Teatro Amaro (2002) |
| Je n'aime que moi | 1957      | Yves Gilbert                                    | Marie-Thérèse Orain (1968) Arlette Téphany (1971) Françoise Kucheida (2003) |
| Je n'avais pas grand'chose                                                                                             | 1954-59   |                                                 | |
| Je n'peux pas m'empêcher                                                                                               | 1954      | Boris Vian, Harold Berg*                        | Philippe Clay (1957, 1971) Mouloudji (1976) Jean Bourbon (1981 pub.) Tonio Gémème (2002) |
| Je n'peux pas m'empêcher (ver. femme)                                                                                  | 1954      | Boris Vian, Harold Berg*                        | |
| Je ne savais pas | 1959      |                                                 | |
| Je pêchais le maquereau                                                                                                | 1954-59   |                                                 | |
| Je peux pas travailler                                                                                                 | 1958      | Henri Salvador*                                 | Henri Salvador (1958, 1978) Nathalie Legay ch. Jo Peretti (2002) |
| Je rêve | 1958      | Jacques Higelin, arr. Jimmy Walter              | Jacques Higelin (1964) Magali Noël (1989 pub.) Loes Snijders (1999) |
| Je t'ai poursuivie | 1956-58   |                                                 | |
| Je veux bien qu'on me les coupe                                                                                        | 1956      | Alain Goraguer*                                 | Florence Pelly (2003) |
| Je vous ai vue un jour d'avril                                                                                         | 1952      |                                                 | |
| Le Jour la nuit | 1947      |                                                 | |
| Kilomètre 03 | 1956      | Alain Goraguer*                                 | |
| Les Lavandières | 1949      |                                                 | |
| Léonor | 1955      | Alain Goraguer*                                 | |
| Les Lésions dangereuses (Les Merlans)                                                                                  | 1954      | Jimmy Walter*                                   | Boris Vian Magali Noël (1964) Pauline Julien (1966) Les Charlots (1969) Annick Cisaruk (2000) Andy Chango (2008 esp.) |
| Ma petite amie | 1958      | Henri Salvador*                                 | Henri Salvador (1979) |
| Ma rengaine | 1959      | Marguerite Monnot*                              | Colette Renard (1960) Mouloudji (1976) |
| Madame la chance | 1957      |                                                 | |
| Madame Lala | 1950      |                                                 | |
| Mademoiselle Yvonne | 1958      |                                                 | |
| Malédiction des balais                                                                                                 | 1954      | Jimmy Walter*                                   | Les Charlots (1969) |
| Maman | 1958      | Henri Salvador*                                 | Henri Salvador (1959) Jack Melrose et sa trompette bouchée (1959 instr.) Lucienne Vernay (1959) Jean-Paul Vignon (1959) Babette Bruneau (1960) Les Bisons Ravis (2010) |
| Mambo mon cœur | 1956-59   |                                                 | |
| Manolete Garcia | 1958-59   | Henri Decker*                                   | |
| La Marche arrière | 1958      | Henri Salvador*                                 | Michèle Arnaud (1964) Mouloudji (1976) Les Garçons (1985) |
| Marche des gendres | 1954-59   |                                                 | |
| Marche du concombre | 1955-56   |                                                 | |
| Mariage en mer | 1959      | Janine Bertille*                                | |
| Martine | 1952      | Boris Vian, Guy Longnon*                        | |
| La Mauvaise mémoire (Il oubliait d'oublier d'oublier)                                                                  | 1958      | Philippe-Gérard                                 | Marie-José Casanova (1964) Sarah Boréo (1981 pub.) |
| La Mauvaise mémoire (Il oubliait d'oublier d'oublier)                                                                  | 1958      | Henri-Jacques Dupuy                             | |
| Mazurka pour ma mie | 1958      | Henri Salvador*                                 | Henri Salvador (1958) Alain Jean-Marie (1996) Patrice Caratini jazz ensemble et Alain Jean-Marie (2001 pub.) |
| La Messe en Jean Mineur (Par J. S. Bachique)                                                                           | 1955-56   | Thierry Boulanger                               | Troupe du CDNA de Grenoble (1998) |
| Missionnaire Mambo | 1958      |                                                 | |
| Moi j'préfère la marche à pied                                                                                         | 1958      | Henri Salvador*                                 | Henri Salvador (1958, 1982 pub.) Paul Mattei et son orch. (1959 instr.) Claude Neau (1992) L'Affaire à Swing (2001 p-p) Martine Guillaume (05/2008 pub.) |
| Moi, mon Paris | 1954      | Jimmy Walter*                                   | Renée Lebas (1955) Roland Zaninetti et son ensemble musette (1958 instr.) Luís Madureira (1993) Letícia Coura (2001 fr. et port.) Paris Cosmo (2004) |
| Mon a… mon amour… | 1957      | Michel Legrand*                                 | Magali Noël (1957) Christiane Legrand (1990) |
| Mon copain d'Vincennes                                                                                                 | 1956      |                                                 | |
| Mon oncle | 1958      | F. Barcellini*                                  | |
| Mon oncle | 1958      | Les Marche-Pied                                 | Les Marche-Pied (2009) |
| Mon oncle Célestin | 1955      | Claude Bolling*                                 | Magali Noël (1957) Claude Bolling et ses dixie-faunes (1957 instr.) Émile Doryphore et sa coopérative agricole (instr.) Claude Bolling (2001 instr., 2001 avec chœurs) |
| Mon Paris à moi | 1954      | Boris Vian, Harold B. Berg*                     | |
| Monsieur le jazz | 1957      | Henri Salvador*                                 | Lambert Wilson (2009) |
| Monsieur Victor Paroles et musique de Jean Valjean Une chanson à cinq cents balles (sans les artistes)                 | 1955      |                                                 | |
| Musique mécanique | 1956      | André Popp*                                     | André Popp et son orch. (1956 instr.) Juliette Gréco (1957) Luís Madureira (1993) Letícia Coura (2001 port.) Marie Silvia Manuel Manuel (2015) |
| Musique mécanique (ver. anglaise)                                                                                      | 1956      | André Popp*                                     | |
| Natacha-Chienchienchien                                                                                                | 1955      | Alain Goraguer*                                 | Caudry et les Chachacha (1959) Troupe du CDNA de Grenoble (1998) Lio (2009) |
| Ne dis plus rien | 1958      | Henri Salvador*                                 | Henri Salvador (1959) Anthony Perkins (1962) |
| Ne te retourne pas | 1954      | Jimmy Walter*                                   | Renée Lebas (1954) |
| Ne vous mariez pas les filles                                                                                          | 1958      | Alain Goraguer*                                 | Michèle Arnaud (1964) Béatrice Moulin (1964) Pauline Julien (1966) Arlette Téphany (1971) Sarah Boréo (1981 pub.) Nicole Vassel (1982) Brigitte Guéguen (1994) Belle Du Berry et al., Annick Cisaruk (2000, 2001) Caroline Jazz Band (2001) Éric M (Mericoï) (2001) GOS ch. Lou Volt, Véronique Bossa, Julie Saury, Alice Prévost (2002) Liv Kriesi Olivia Lancelot & Christopher Bach (2006 pub.) Julot Torride ch. Julie Toreau (2007 pub.) Isabelle Kurbetz et Le Touzazimute Combo (2013 pub.) Marie Silvia Manuel Manuel (2015) |
| La Neige | 1955-59   | Barbara Carlotti                                | Barbara Carlotti (2009) |
| Noé | 1958      | Henri Salvador*                                 | |
| Nous avions vingt ans                                                                                                  | 1956      | Alain Goraguer*                                 | Magali Noël (1957, env. 1964 pub.) Alain Goragueur et son orch. (1958 instr.) Laura Fontaine et son quartette (1958 instr.) Hugues Aufray (1959) Sylvia Anders (2006) |
| La Nuit va commencer                                                                                                   | 1956      | Henri Salvador*                                 | Henri Salvador (1956) Hélène Martin (1963) |
| Nuits espagnoles | 1954-59   |                                                 | |
| Océan | 1954-59   |                                                 | |
| Oh ! si y avait pas ton père                                                                                           | 1956      | Henri Salvador*                                 | Henri Salvador (1956, 1958 pub., 1982 pub. p-p) Magali Noël (1957) Lord Calypso & the Callboys (1957) Léo Clarens et son orch. avec chœurs (1957) Louis Ferrari à l'accordéon et son ensemble (1957 instr.) Jean-Jacques Tilkay et son orch. (1957-58) L'Orchestre du Grand Turc (1990) |
| Ombres de l'amour | 1950      | Jack Diéval*                                    | |
| On était tous à table                                                                                                  | 1950-54   |                                                 | |
| On fait des rêves | 1950-54   | Max Jendly                                      | Magali Noël (1989 pub.) |
| On n'est pas là pour se faire engueuler (Chanson fringante et démocratique)                                            | 1954      | Jimmy Walter*                                   | Boris Vian (02/1955, 04/1955 acc. Walter, 06/1955 acc. Bolling) Philippe Clay (1955) Patachou (1955 ver. femme) André Réweliotti et son orch. (1957 instr.) Les Charlots (1969) Coluche avec GOS (1979) Eric Le Mans (1979) Jean Bourbon (1981 pub.) Claude Lergenmuller (1985) L'Orchestre du Grand Turc (1990) Les Droper's (1993) Annie et Artus (1993) Luís Madureira (1993) Triocéphale (1994) Yves Duteil (1996) Arpeges (1997) Bruno Lorenzoni (1998 instr.) Francofolies orchestra (1998 instr.) Claude Reboul (1999) Lalala (env. 2001) Les Polis Sont Acoustiques (2001) Caroline Jazz Band (2001) Trompettes de Lyon (2002 instr.) Jean-Claude Hurni et Jean-François Ingold (2002) GOS ch. Xavier Thibault, Alice Prévost, Michel Winogradoff (2002) Paris Paname (2003) Stéphane Aubry (2003 quatre versions) Aldebert et Jeanne Cherhal (2004) La Fanfare de Mourcourt ch. Patrick Joniaux (2005) Jazza Band (2005 instr.) Bérangère Palix (2005) Les Voix Publiques (2005 a capella) Hannelore & Pieter (07/2007 pub.) Les Pommes de Ma Douche Olivia Ruiz et al. (2009) Longnon Big Band (2009) Les Jomipilos (2009 instr.) Les Bisons Ravis (2010) Bourrées de complexes ch. Fabienne Déroche (2012) Guy Marchand (2012) Les Croquants (2013 pub.) Isabelle Kurbetz et Le Touzazimute Combo (2013 pub.) |
| On verra bien quand on s'éveillera                                                                                     | 1955      | Alain Goraguer*                                 | |
| Où est l'fric | 1957      | Alain Goraguer*                                 | |
| Ou… ou… ou… | 1957-59   | Henri Salvador*                                 | |
| La Pala | 1959      | Léo Missir, Eddie Barclay*                      | Bob Calfati et ses Cha Cha Boys (1959) |
| Pan pan pan poireaux pomm' de terre                                                                                    | 1955-56   | Alain Goraguer*                                 | Magali Noël (1956-57) Maurice Chevalier (1957) Jacques Jay et ses joyeux saltimbanques (1957 instr.) Aimable, son accordéon et son orgue (1957 instr.) Émile Prud'homme et son ensemble (1957 instr.) Marc Taynor et ses cow-boys motorisés (1957 instr.) Ben, sa tumba et son orch. (1957 instr.) Jacques Hélian et son orch. (1957) Claude Bolling et ses dixie-faunes (1957 instr.) Robert Trabucco et son ensemble musette (1959 instr.) Stan é Sue |
| Paris la nuit | 1950-54   | Jan Klare                                       | Jean-Claude Séférian (1993) |
| Paris la nuit | 1950-54   | Hervé Sellin                                    | Magali Noël (2010) |
| La Parisienne | 1956      | Alain Goraguer*                                 | |
| Pas d'sentiment | 1957      |                                                 | |
| Pas encore | 1955      | Alain Goraguer*                                 | Henri Salvador (1956) Isabelle Kurbetz et Le Touzazimute Combo (2013 pub.) |
| Pas pour moi | 1950-54   | Jean-Claude Séférian                            | Jean-Claude Séférian (1993) |
| Pas pour moi | 1950-54   | Daniel Darc, Fred Pallem                        | Daniel Darc (2009) |
| Pauvre gigolo | 1958      | André Popp*                                     | André Popp et son orch. (1958 instr.) |
| La Perle de l'Oberland Java suisse                                                                                     | 1956      | Alain Goraguer*                                 | Les Quatre Barbus |
| Petit abécédaire musical à l'usage des enfants et des personnes qui téléphonent                                        | 1957      | musiques trad.                                  | Lucienne Vernay et Les Quatre Barbus (1957) |
| Petit abécédaire musical à l'usage des enfants et des personnes qui téléphonent                                        | 1957      | Lucienne Vernay                                 | Lucienne Vernay, Pierre Jamet, Marcel Quinton (1973) |
| Le Petit commerce (Les Canons)                                                                                         | 1955      | Alain Goraguer*                                 | Boris Vian (04/1955 acc. J. Walter, 06/1955 acc. C. Bolling) Jean Bourbon (1981 pub.) Luís Madureira (1993) Catherine Delasaille (1994) Jean-Marie Hummel (1995) Loes Snijders (1999) Letícia Coura (2001 port.) Stéphane Aubry (2003 instr., ch. Jean-Pierre Boujard) Quartetto Vian (2007 pub. ital.) |
| Le Petit lauriston Berceuse pataphysique à récapitulation                                                              | 1953      | Boris Vian                                      | |
| Le Petit lauriston Berceuse pataphysique à récapitulation                                                              | 1953      | Jacques Trisch                                  | Les Quatre Barbus (1971) |
| Les Petites sœurs | 1947-48   | Jack Diéval*                                    | |
| Pétrole blues | 1958      | Henri Salvador*                                 | |
| Piano-bar | 1954-59   | NMB Brass Band                                  | NMB Brass Band (2012) |
| Le Piège | 1955      | Claude Bolling*                                 | Lionel Hampton avec Claude Bolling au piano (1956 instr.) Claude Bolling (1956 piano solo) Claude Bolling et son orch. (1961 instr. pub.) Claude Bolling Big Band (1984 instr. pub.) |
| Les Pirates | 1954      | Boris Vian                                      | Béatrice Moulin (1964) Marie-José Casanova (1964) Cécile Vassort (1971) |
| Place Blanche Ver. 1 (J'étais allé...)                                                                                 | 1956      | Henri Salvador*                                 | Eddie Barclay et son grand orch. (1958 instr, 1959 instr.) Emil Stern et son orch. (1959 instr.) Henri Salvador (1959) |
| Place Blanche Ver. 2 (Les amoureux...)                                                                                 | 1956      | Henri Salvador*                                 | Jean-Louis Tristan (1957) Les Blue Stars (1957) François Charpin (1958) |
| Poker blues | 1954-59   | Philippe-Gérard                                 | Magali Noël (1964) Claude Neau (1992) Sue et les Salamandres (1994) |
| Le Politique | 1954      | Boris Vian                                      | |
| Le Politique | 1954      | Marcel Mouloudji, Albert Assayag                | Mouloudji (1971) Tonio Gémème (2002) Jean-Claude Hurni et Jean-François Ingold (2002) |
| Le Politique | 1954      | A. Devernoix                                    | Arpeges (1997) |
| Polka piston | 1954-59   | Alain Brunet                                    | Alain Brunet et le didgeridoo orchestra (2002 instr.) |
| Les Ponts déchaussées                                                                                                  | 1950 env. | Paul Braffort*                                  | Simone Fontaine |
| La Porte a tremblé (Jackson)                                                                                           | 1956      | J.-J. Tilche, Pierre Dorsay*                    | |
| Pour bercer ma peine                                                                                                   | 1951      | Louis Bessières                                 | Magali Noël (2010) |
| Pour chercher une chanson                                                                                              | 1956      | Max Rongier                                     | Max Rongier (1976) |
| Pour chercher une chanson                                                                                              | 1956      | Hervé Sellin                                    | Magali Noël (2010) |
| Pourquoi qu'on peut pas                                                                                                | 1955      | Alain Goraguer*                                 | Boris Vian |
| Pourquoi qu'on peut pas (ver. femme)                                                                                   | 1955      | Alain Goraguer*                                 | |
| Premier bal | 1958      | Henri Salvador*                                 | |
| La Première fois | 1950-54   |                                                 | |
| Le Prisonnier | 1954      | Boris Vian                                      | Béatrice Moulin (1964) Hamon Martin Quintet ch. Mathieu Hamon (2014) |
| Le Prisonnier | 1954      | Boris Vian, Les Amis d'ta femme                 | Les Amis d'ta femme (2003) |
| Le Prisonnier | 1954      | Edison Denissov                                 | Ensemble Kaléïdocollage ch. Gerda Hartman (1986) Hedwig Fassbender & Ensemble (1993) |
| Qu'est-ce que ça peut faire                                                                                            | 1959      | Janine Bertille*                                | Jacqueline Danno (1962) |
| Qu'est-ce que t'as | 1959      | Alex Beaupain                                   | Alex Beaupain (2014) |
| Qu'est-ce que vous attendez                                                                                            | 1954      | Alain Goraguer*                                 | Magali Noël (1964, 1989 pub.) Mouloudji (1976) |
| Quand fleurit le marronnier du square                                                                                  | 1954-59   |                                                 | |
| Quand le compositeur                                                                                                   | 1958      | Henri Salvador*                                 | Henri Salvador (1979) Jean Sala (1979 instr.) |
| Le Quatrième homme | 1950-54   |                                                 | |
| Quelle surprise | 1958      | Spartaco Andreoli, Jacques Gallicier*           | |
| Quelques rires, quelques larmes                                                                                        | 1956-57   | Charles Leval                                   | Arlette Téphany (1971) |
| Racine carrée | 1957      | Aimable, Claude Luter*                          | Jacky Noguez et son orch. (1960 instr.) Magali Noël (1989 pub.) |
| Le Régiment des mal aimés                                                                                              | 1958      | Michèle Auzepy*                                 | Serge Reggiani (1964) |
| Relax | 1953      | Jimmy Walter*                                   | Suzy Delair (1953) Earl Cadillac, son saxo alto et son orch. (1956 instr.) Magali Noël (1980) |
| Requins drôles | 1956      | Eddie Barclay, Jacques Brienne*                 | Rock Failair et son orchestre de p'tits milliardaires (1957) |
| Rien n'est si bon qu'un wagon                                                                                          | 1957      | Alain Goraguer*                                 | |
| Robert | 1957      | Henri Salvador*                                 | Henri Salvador (1958) |
| Rock and roll-mops | 1956      | Michel Legrand*                                 | Henri Salvador (1956) Helmy's Hot Club (1956 instr.) Lou Logist et son ensemble (instr. p-p) Marc Mirror et ses orgues (1959 instr.) Luís Madureira (1993) Em remes sini band (2003 en alsacien) Andy Chango (2008 esp.) |
| Rock and roll-mops (ver. anglaise)                                                                                     | 1956      | Michel Legrand*                                 | |
| Rock and roll parade                                                                                                   | 1956      | Jean-Pierre Landreau, Jacques Brienne*          | Jacques Hélian et son orch. (1957 instr.) |
| Rock and roll sérénade                                                                                                 | 1956      | Alain Goraguer*                                 | Rock Failair et son orchestre de p'tits milliardaires (1957) |
| Rock de monsieur Feller                                                                                                | 1956      | Eddie Barclay, Jacques Brienne*                 | Rock Failair et son orchestre de p'tits milliardaires (1957) |
| Rock des petits cailloux                                                                                               | 1956      | Alain Goraguer*                                 | Magali Noël (1956, 1989 pub. p-p) Isabelle Kurbetz et Le Touzazimute Combo (2013 pub.) |
| Rock hoquet | 1956      | Henri Salvador*                                 | Henri Salvador (1956) Au Bonheur des dames (1977) Claude Neau (1992) Buffet Froid ch. Eric Faraill (1995) L'Affaire Tourne'Sol ch. Denis Rodi (1998) Chris Evans (2001) |
| Rock me, oh Julietta !                                                                                                 | 1956      | Alain Goraguer*                                 | |
| Rock, à la niche ! | 1956      | Alain Goraguer*                                 | Peb Roc et ses Rocking Boys (1957) |
| Rock-monsieur | 1956      | Eddie Barclay, Jean-Pierre Landreau*            | Rock Failair et son orchestre de p'tits milliardaires (1957) |
| Rock-roll-repos | 1956      | Alain Goraguer*                                 | |
| Rockin' Ghost | 1957      | Eddie Barclay, Jean-Pierre Landreau*            | Rock Failair et son orchestre de p'tits milliardaires (1957) |
| Rockin' Party | 1957      | Eddie Barclay, Jacques Brienne*                 | Rock Failair et son orchestre de p'tits milliardaires (1957) |
| Romance à Napoli | 1958      | Henri Salvador*                                 | Henri Salvador (1962 ital.) |
| Rue Traversière (Valse branque)                                                                                        | 1952      | Boris Vian, Claude Laurence*                    | Arlette Téphany (1971) Sarah Boréo (1981 pub.) Liselotte Hamm (1995) Tonio Gémème (2002) |
| S'il pleuvait des larmes                                                                                               | 1950-54   | Pierre Dieghi                                   | Pierre Dieghi (1972) |
| S'il pleuvait des larmes                                                                                               | 1950-54   | Gérard Jouannest                                | Juliette Gréco (1983) |
| S'il pleuvait des larmes                                                                                               | 1950-54   | Claude Vence                                    | Magali Noël (1989 pub.) Tonio Gémème (2002) Loes Snijders (2003) Olivia Lancelot & Christopher Bach (2006 pub.) Daphné (2009) |
| S'il pleuvait des larmes                                                                                               | 1950-54   | Éric M                                          | Éric M (Mericoï) (2001) |
| S'il pleuvait des larmes                                                                                               | 1950-54   | Alain Brunet                                    | Alain Brunet et le didgeridoo orchestra (2002 instr.) |
| La Saint Plouc | 1959      | Janine Bertille*                                | Les Trois Ménestrels (1960) |
| Salcicciatella Le petit saucisson                                                                                      | 1957      | Fredo Minablo*                                  | Fredo Minablo et sa Pizza Musicale (1957) Boris Sarbek et son grand orch. (1957 instr.) |
| Sans blague | 1954      | Jimmy Walter*                                   | Renée Lebas (1955) Serge Reggiani (1964) |
| Sans lui | 1954      | Jimmy Walter*                                   | Magali Noël (1964) Pauline Julien (1966) Cristine Combe (2000 pub.) |
| Say you love me rock (Dis-moi qu'tu m'aimes rock angl.)                                                                | 1956      | Michel Legrand*                                 | |
| La Semaine de l'amour                                                                                                  | 1957      |                                                 | |
| Sermonette (C'est un petit sermon...)                                                                                  | 1958      | Philippe-Gérard                                 | Magali Noël (2010) |
| Sermonette (C'est un petit sermon...)                                                                                  | 1958      | Les Marche-Pied                                 | Les Marche-Pied (2009) |
| Sermonette (Jamais je n'ai eu besoin...)                                                                               | 1958      |                                                 | |
| Sermonette (Si je croyais en Dieu...)                                                                                  | 1958      | Philippe-Gérard                                 | Serge Reggiani (1964) Bourrées de complexes ch. Fabienne Déroche (2012) |
| Seule avec la nuit | 1947      |                                                 | |
| Si vous désirez avoir du succès                                                                                        | 1950      |                                                 | |
| Snack-bar gare Saint-Lazare                                                                                            | 1956      | Louiguy*                                        | Lona Rita |
| Soleil dans les yeux                                                                                                   | 1954      | Boris Vian                                      | |
| Solitaire | 1958      |                                                 | |
| Sophie | 1954      | Boris Vian                                      | Renée Lebas (1954) Claude Bolling (1956 instr.) |
| Sophie | 1954      | Roland Moreno, J.-S. Bach                       | Roland Moreno ch. Sylvain Robert |
| Sous le ciel fermé | 1954-59   |                                                 | |
| Sous son chapeau cloche                                                                                                | 1958      | André Popp*                                     | P.A.O.L.A (1958) André Popp et son orch. (1958 instr.) Ambiance Andrea Giani (1999) |
| Soyez amoureux | 1953-56   | Jean Ledrut*                                    | |
| Story | 1948-50   | Jack Diéval*                                    | |
| Strip-rock | 1956      | Alain Goraguer*                                 | Magali Noël (1956) Jacqueline Jorris (1967) Florence Pelly (1998) GOS ch. Lou Volt, Paul Maucourt, Xavier Thibault, Michel Winogradoff (2002) Carmen Maria Vega et Mathias Malzieu (2013) Isabelle Kurbetz et Le Touzazimute Combo (2013 pub.) |
| Suicide-valse | 1954      | Jimmy Walter*                                   | Renée Lebas (1954) Pauline Julien (1966) Arlette Téphany (1971) Sarah Boréo (1981 pub.) |
| T'as bien quinze ans passés                                                                                            | 1954-59   |                                                 | |
| T'en souvient-il ? | 1950      | Jean Gruyer*                                    | |
| T'es à peindre | 1957      | Henri Salvador*                                 | Henri Salvador (1957) |
| Ta peau contre ma peau                                                                                                 | 1959      | Janine Bertille*                                | Marie-José Casanova (1964) Jacqueline Danno (1965) Cécile Vassort (1971) |
| Tango des balayeurs | 1958      |                                                 | |
| Tango interminable des perceurs de coffres-forts                                                                       | 1954      | Jimmy Walter*                                   | Les Frères Jacques (1955 pub., 1958 pub., 1958) Les Polis Sont Acoustiques (2006) |
| Tango militaire | 1956      | André Popp*                                     | André Popp et son orch. (1956 instr.) Les Trois Horaces (1963) |
| Tango poivrot | 1957      | Alain Goraguer*                                 | Les Garçons de la Rue (1958) |
| Tarentelle de la tarentule                                                                                             | 1957      | André Popp*                                     | Fredo Minablo et sa Pizza misicale (1957) |
| Taxi ! | 1958      | Henri Salvador*                                 | Henri Salvador (1958, 2004 pub.) |
| Tchao tchao | 1959      |                                                 | |
| Le Temps passe (Reflets d'ombre)                                                                                       | 1952-54   | Boris Vian, Claude Laurence*                    | Magali Noël (1964) Pauline Julien (1966, 1966 pub.) Christiane Legrand (1990) Christine Laville (2008) |
| Terre-Lune | 1955      | Alain Goraguer*                                 | Gurd Joglou (1964) Nicole Vassel (1982) Les Garçons (1985) Magali Noël (1989 pub.) Carole Bouquet (2009) |
| Toi l'inconnu(e) | 1954-59   | Claude Vence                                    | Magali Noël (1989 pub.) |
| La Tour de verre | 1947      | Boris Vian                                      | |
| La Tour de verre | 1947      | Les Marche-Pied                                 | Les Marche-Pied (2009) |
| Tout au fond de mon cœur                                                                                               | 1958      | Henri Salvador*                                 | Henri Salvador (1979) Jean Sala (1979 instr.) |
| Trompette d'occasion                                                                                                   | 1957      | Henri Salvador*                                 | Henri Salvador (1956, 1960 pub., 1982 pub., 1995 pub., 2004 pub.) Les Garçons (1985) Caroline Jazz Band (1992) Troupe du CDNA de Grenoble (1998) L'Affaire à Swing (2001 p-p) G.A. Jazz (Le Quartet habituel de Gérard Audiget) (instr.) La Belle Équipe (2012 instr.) |
| Tu ne devrais plus | 1955 env. |                                                 | |
| Le Tube | 1957      | Henri Salvador*                                 | Henri Salvador (1958) |
| Le Tzigane | 1959      | Janine Bertille*                                | Pia Colombo (1960) Andrea Giani (1999) Annick Cisaruk (2000, 2001) |
| Le Tzigane | 1959      | Jean-Claude Séférian                            | Jean-Claude Séférian (1993) |
| Un air comme ça | 1958      | Henri Salvador*                                 | Henri Salvador (1979) |
| Un bateau | 1958      | Les Marche-Pied                                 | Les Marche-Pied (2009) |
| Un beau chemin | 1959      |                                                 | |
| Un beau matin | 1956      |                                                 | |
| Un jour un vieux prof de maths                                                                                         | 1958      | Les Marche-Pied                                 | Les Marche-Pied (2009) |
| Un oiseau | 1958      | Henri Bourtayre*                                | Magali Noël (2010) |
| Un pauvre petit garçon                                                                                                 | 1950-54   | Musique spirituelle                             | |
| Un peu d'amour et de sentiment Ver. 1 (Je m'embête comme un rat...)                                                    | 1957      | Henri Salvador*                                 | |
| Un peu d'amour et de sentiment Ver. 2 (Un soir, dans un bar...)                                                        | 1957      | Henri Salvador*                                 | |
| Un peu de courage | 1958      | Henri Salvador*                                 | |
| Un poisson d'avril | 1958      | Max Rongier                                     | Max Rongier (1971, 1976, 1981 avec chœur d'enfants) Compagnie René Bourdet (1975) |
| Un poisson d'avril | 1958      | Les Marche-Pied                                 | Les Marche-Pied (2009) |
| Une aventure extraordinaire                                                                                            | 1958      |                                                 | |
| Une bonn' paire de claques                                                                                             | 1958      | Henri Salvador*                                 | Louis Massis (1959) Anne Gacoin (1960) Les Charlots (1969) Mouloudji (1976) Henri Salvador (1979) L'Orchestre du Grand Turc (1990) Les Poubelles Boys (1994 pub., 1999) Les Victor Racoin (1999) Bourrées de complexes ch. Fabienne Déroche (2009) Les Bisons Ravis (2010) |
| Une vocation | 1954-59   |                                                 | |
| Va t'faire cuire un œuf, man !                                                                                         | 1956      | Michel Legrand*                                 | Henri Salvador (1956) Pierre Gossez et ses Rockets (1956 instr.) Earl Cadillac, son saxo alto et son orch. (1957 instr.) Roland Rock & his Orchestra (1957 instr.) Andrea Giani (1999) |
| Valse carrée | 1955      | Alain Goraguer*                                 | Arlette Téphany (1971) Mouloudji (1976) Anabela Duarte (2006) |
| Valse de Noël | 1955      | Les Marche-Pied                                 | Les Marche-Pied (2009) |
| Valse de Noël (variante)                                                                                               | 1955      |                                                 | |
| Valse des mannequins                                                                                                   | 1957      | Alain Goraguer*                                 | Carla Bruni (2009) |
| Valse dingue (La Valse à Renée)                                                                                        | 1954      | Boris Vian                                      | Renée Lebas (1954) Serge Reggiani (1964) Sarah Boréo et Jean Bourbon (1981 pub.) Magali Noël (1989 pub.) Clara Moreau (12/2005 pub.) |
| Valse jaune | 1954      | Marguerite Monnot*                              | Mouloudji (1954, 1974, 1976) Boris Vian Anne Marinelli (1959) Béatrice Moulin (1964) Philippe Clay (1971) Milly (1975 pub.) Les Garçons (1985) Magali Noël (1989 pub.) Liselotte Hamm (1995) Christiane Stefanski (1997) Annick Cisaruk (2001) Les Bisons Ravis (2010) Isabelle Kurbetz et Le Touzazimute Combo (2013 pub.) |
| Valse jaune | 1954      | Edison Denissov                                 | Ensemble Kaléïdocollage ch. Gerda Hartman (1986) Hedwig Fassbender & Ensemble (1993) |
| Vampire-party | 1954      | Jean Wiener                                     | Stéphanie Noël (1989 pub.) |
| Vampire-party | 1954      | Sylvain Msihid                                  | Les Marche-Pied (2009) |
| Venez dans mon cœur | 1953-56   |                                                 | |
| Venez venez ce soir | 1954-59   |                                                 | |
| Vénus de Milo | 1959      | Alfredo Corenzo*                                | Dario Moréno (1959) |
| Veux-tu fout'le camp                                                                                                   | 1959      |                                                 | |
| La Vie en rock | 1956      |                                                 | |
| La Vie est extraordinaire Confidences                                                                                  | 1950-54   |                                                 | |
| La Vie grise | 1948      | Jack Diéval*                                    | Henry Salvador (1951) |
| Vite… vite… | 1954      | Boris Vian                                      | |
| Vous que j'ai longtemps cherché                                                                                        | 1958      | Michèle Auzepy*                                 | Magali Noël (1964) |
| Le Voyeur | 1957      | Henri Salvador*                                 | Henri Salvador (1979) |
| Westminster ballade | 1950-54   |                                                 | |
| Y a rien d'aussi beau                                                                                                  | 1956      | Henri Salvador*                                 | Henri Salvador et ses Calypso Boys (1956) Léo Clarens et ses Calypsos (1957) |
| Y a rien dont j'aie assez                                                                                              | 1954-59   |                                                 | |
| Y avait sept hirondelles                                                                                               | 1954-59   |                                                 | |
| Yvette | 1958      | Alain Goraguer*                                 | Magali Noël (1958, 2009 lors de l'interview, 2010) |
| Zizou | 1958      |                                                 | |

## Poèmes chantés
Tous les poèmes, sauf notés, font partie du Dernier recueil (selon le Tome 5 des Œuvres de Boris Vian) et datent de 1951 à 1953.
| Titre                                           | Compositeur                         | Interprète |
| ----------------------------------------------- | ----------------------------------- | --- |
| À tous les enfants                              | Claude Vence                        | Catherine Sauvage (acc. Raquillet ; 07/1982 pub.) Joan Baez (1983 pub.) Magali Noël (1989 pub.) Loes Snijders (1999) Annick Cisaruk (2000, 2001) Cristine Combe (2000 pub.) Francesca Solleville (11/2000 pub., 2001 pub.) Martine Guillaume Cathy Fernandez (2010) Serge Utgé-Royo (2018) |
| Donnez le si                                    | Claude Vence                        | Claude Vence (2004) |
| Elle serait là si lourde                        | Kurt Levy                           | Arlette Téphany (1971) |
| Elle serait là si lourde                        | Claude Vence                        | Magali Noël (1989 pub.) Tonio Gémème (2002) Claude Vence (2004) |
| Elle serait là si lourde                        | Claire Diterzi                      | Claire Diterzi (2009) |
| Ils cassent le monde                            | Jean-Louis Aubert                   | Jean-Louis Aubert (1989) |
| Ils cassent le monde                            | Médecine Dure                       | Médecine Dure (1991) |
| Ils cassent le monde                            | Akeïkoi From Connexion (2002)       | |
| Ils cassent le monde                            | Claude Vence                        | Claude Vence (2004) |
| Ils cassent le monde                            | J.-P. Rouyer                        | Serpents à Sornettes |
| Ils cassent le monde                            | Yan Caillasse                       | Yan Caillasse ch. Yann Siptrott |
| Ils cassent le monde                            | Lucien Guerinel                     | Le Quintette à vent de Marseille ch. Jean Vendassi (2013) |
| Ils cassent le monde                            | JP Simões                           | JP Simões (2013) |
| Les Isles                                       | Kent Cokenstock                     | Kent (2009) |
| J'ai acheté du pain dur                         | Claude Vence                        | Magali Noël (1989 pub.) Claude Vence (2004) |
| J'ai mal à ma rapière                           | Claude Vence                        | Claude Vence (2004) |
| J'aimerais                                      | Edison Denissov                     | Ensemble Kaléïdocollage ch. Gerda Hartman (1986) Hedwig Fassbender & Ensemble (1993) |
| J'aimerais                                      | Claude Vence                        | Claude Vence (2004) |
| J'aimerais                                      | Charly Fiasco                       | Charly Fiasco (2008) |
| J'aimerais                                      | William Wilson                      | William Wilson (2010) |
| Je mourrai d'un cancer de la colonne vertébrale | Claude Vence                        | Claude Vence (2004) |
| Je mourrai d'un cancer de la colonne vertébrale | Fred Pallem                         | Jean-Louis Trintignant (2009) |
| Je n'ai plus très envie                         | Claude Vence                        | Claude Vence (2004) |
| Je veux une vie en forme d'arête                | Claude Vence                        | Magali Noël (1989 pub.) Claude Vence (2004) |
| Je veux une vie en forme d'arête                | Frédérique Brun (2008)              | |
| Je veux une vie en forme d'arête                | William Wilson                      | William Wilson (2010) |
| Je veux une vie en forme d'arête                | Lucien Guerinel                     | Le Quintette à vent de Marseille ch. Jean Vendassi (2013) |
| Je voudrais pas crever                          | Jacques Datin                       | Serge Reggiani (1970) Édouard Baer (2009) |
| Je voudrais pas crever                          | Romain Humeau                       | Eiffel (2000, 12/2003 pub.) Andy Chango (2008 esp.) |
| Je voudrais pas crever                          | Claude Vence                        | Claude Vence (2004) |
| Je voudrais pas crever                          | Têtes Raides                        | Têtes Raides (2005) |
| Je voudrais pas crever                          | Samir Barris                        | Samir Barris (2006) |
| Je voudrais pas crever                          | Marco Leveratto                     | Quartetto Vian (2007 pub. ital.) |
| Je voudrais pas crever                          | Le Bruit de la Rue                  | Le Bruit de la Rue (2007) |
| Je voudrais pas crever                          | Demain les chiens                   | Demain les chiens (2008) |
| Je voudrais pas crever                          | Jean Manitoba                       | Jean Manitoba (2008) |
| Je voudrais pas crever                          | Marc Aymon (2009)                   | |
| Je voudrais pas crever                          | Daniel Mille                        | Daniel Mille (2009) |
| Je voudrais pas crever                          | M'al'ax                             | M'al'ax (2010) |
| Je voudrais pas crever                          | B. Lecossois                        | Les Grandes Gueules (2012) |
| Je voudrais pas crever                          | Jose Ramonoelina                    | Les Colporteurs de rêve (2013) |
| Pourquoi que je vis                             | Edison Denissov                     | Ensemble Kaléïdocollage ch. Gerda Hartman (1986) Hedwig Fassbender & Ensemble (1993) |
| Pourquoi que je vis                             | Claude Vence                        | Magali Noël (1989 pub.) Claude Vence (2004) |
| Pourquoi que je vis                             | Samy Birnbach & Benjamin Lew (1989) | |
| Pourquoi que je vis                             | Gecko Palace (2004)                 | |
| Pourquoi que je vis                             | Marc Aymon (2009)                   | |
| Pourquoi que je vis                             | William Wilson                      | William Wilson (2010) |
| Pourquoi que je vis                             | Dagobert Tidal                      | Dago (2013) |
| Quand j'aurai du vent dans mon crâne            | Serge Gainsbourg                    | Serge Reggiani (1967) Jean Bourbon (1981 pub.) Belle Du Berry (1998) Lucienne Deschamps (2003) Wilomel (2007) Mademoiselle K (2009) Bourrées de complexes (2012) Carmen Maria Vega (2013)                                                                                                  |
| Quand j'aurai du vent dans mon crâne            | Claude Vence                        | Magali Noël (1989 pub.) Claude Vence (2004) |
| Que tu es impatiente                            | Louis Bessières                     | Serge Reggiani (1964) Marie-Thérèse Orain (1968) Jeanne Moreau (2009) |
| Rue Watt                                        | Marcel Mouloudji, Albert Assayag    | Benjamin Legrand et Sabine Perraud (2009) |
| Rue Watt                                        | Yves Gilbert                        | Philippe Clay (1971) Sarah Boréo (1981 pub.) Magali Noël (1989 pub.) Loes Snijders (1999) Cristine Combe (2000 pub.) Annick Cisaruk (2000, 2001) Mathieu Rosaz (2000 pub.) Clara Moreau (12/2005 pub.)                                                                                     |
| Rue Watt                                        | Jean-Marie Hummel                   | Jean-Marie Hummel (1995) |
| Si j'étais pohéteû                              | Claude Vence                        | Claude Vence (2004) |
| Si les poètes étaient moins bêtes               | Claude Vence                        | Claude Vence (2004) |
| Le Temps de vivre (L'Évadé)                     | Pierre Dieghi                       | Pierre Dieghi (1972) Machinchose et ses amis (2005) |
| Le Temps de vivre (L'Évadé)                     | Les Gens (2006)                     | |
| Le Temps de vivre (L'Évadé)                     | P. Fournerat                        | Martine Guillaume |
| Le Temps de vivre (L'Évadé)                     | Kad                                 | Kad (2011) |
| Tout a été dit cent fois                        | Claude Vence                        | Claude Vence (2004) |
| Tout a été dit cent fois                        | William Wilson                      | William Wilson (2010) |
| Un de plus                                      | Claude Vence                        | Claude Vence (2004) |
| Un de plus                                      | Lucien Guerinel                     | Le Quintette à vent de Marseille ch. Jean Vendassi (2013) |
| Un homme tout nu marchait                       | Claude Vence                        | Claude Vence (2004) |
| Un jour il y aura (autre chose que le jour)     | Claude Vence                        | Magali Noël (1989 pub.) Tonio Gémème (2002) Claude Vence (2004) |
| Un jour il y aura (autre chose que le jour)     | Lucien Guerinel                     | Le Quintette à vent de Marseille ch. Jean Vendassi (2013) |
| Un poète                                        | Claude Vence                        | Claude Vence (2004) |
| La Vie c'est comme une dent                     | Jean-Jacques Robert                 | Serge Reggiani (1967) Robert Darame (1968) Sarah Boréo (1981 pub.) Luís Madureira (1993) Annick Cisaruk (2000) Jean-Claude Hurni et Jean-François Ingold (2002) Martine Guillaume |
| La Vie c'est comme une dent                     | Claude Vence                        | Claude Vence (2004) |
| La Vraie rigolade                               | Edison Denissov                     | Ensemble Kaléïdocollage ch. Gerda Hartman (1986) Hedwig Fassbender & Ensemble (1993) |
| Y a du soleil dans la rue                       | Claude Vence                        | Claude Vence (2004) |
| Y a du soleil dans la rue                       | William Wilson                      | William Wilson (2010) |
| Y a du soleil dans la rue                       | Maura Susanna                       | Maura Susanna (2011) |
| Y a du soleil dans la rue                       | Lucien Guerinel                     | Le Quintette à vent de Marseille ch. Jean Vendassi (2013) |
| Y avait une lampe de cuivre                     | Claude Vence                        | Claude Vence (2004) |
| Y en a qui ont des trompinettes                 | Stéphane Velinski                   | Compagnie René Bourdet ch. Stéphane Velinski (1969) |
| Y en a qui ont des trompinettes                 | Baron Lunaire                       | |
| Y en a qui ont des trompinettes                 | Claude Vence                        | Claude Vence (2004) |

## Adaptations

### Chansons du filmGigitraduites par Boris Vian
Gigi est un film musical américain réalisé en 1958 en anglais, à Los Angeles et Paris, par Vincente Minnelli d'après la nouvelle de Colette, avec, en tête d'affiche, Maurice Chevalier, Leslie Caron et Louis Jourdan, trois acteurs français faisant carrière à Hollywood.
Les paroles originales des chansons incorporées dans le film furent écrites par Alan Jay Lerner, auteur du scénario du film, sur la musique de Frederick Loewe. L'orchestre fut MGM Studio Orchestra dirigé par André Previn, arrangements par Conrad Salinger.
La version française du film comporte les chansons en français interprétées par d'autres artistes (sauf Maurice Chevalier) et accompagnées d'un autre orchestre. Ces adaptations furent écrites par Boris Vian en 1958.
Dans le tableau ci-dessous les chansons du film Gigi sont présentées non pas dans l'ordre où elles figurent sur les deux disques reprenant la BO des versions américaine et française, mais dans leur ordre d'apparition dans le film.
À toujours (Till always) ne figure pas sur les disques en question, et pour cause : cette chanson ne fut pas utilisée dans le film (donc elle est présentée dans le tableau en dernière place). Chose curieuse, seuls deux artistes américains ont enregistré cette adaptation de Boris Vian en français. Autre chose curieuse, on trouve sur le disque instrumental d'André Previn ce titre français de Boris Vian entouré de ses confrères anglais.
Les paroles françaises de Gossip ne sont toujours pas trouvées.
La version discographique française du film, a été enregistrée par Marie-France (Gigi), Jane Marken (la grand-mère), Maurice Chevalier (Honoré), Sacha Distel (Gaston), l'orchestre étant placé sous la direction de Paul Baron. (À rappeler que dans la version originale du film, les mêmes rôles étaient ténus par Leslie Caron, Hermione Gingold, Maurice Chevalier, Louis Jordan et que la direction de l'orchestre était assurée par André Previn.)
| Titre français                                  | Titre original                               | Interprète |
| ----------------------------------------------- | -------------------------------------------- | --- |
| C'est une chance qu'il y ait des p'tites filles | Thank Heaven for Little Girls                | Maurice Chevalier |
| C'est la barbe                                  | It's a Bore                                  | Maurice Chevalier et Sacha Distel |
| Les Parisiens                                   | The Parisians                                | Marie-France |
| Tout ça n'est pas pour moi                      | She Is Not Thinking of Me (Waltz at Maxim's) | Sacha Distel |
| Ceux qui inventèrent le champagne               | The Night They Invented Champagne            | Sacha Distel, Jane Marken, Marie-France |
| Je m'en souviens très bien                      | I Remember It Well                           | Maurice Chevalier et Marie-France |
| Monologue                                       | Gaston's Soliloquy                           | Sacha Distel |
| Gigi                                            | Gigi                                         | Sacha Distel Jean Philippe (1958) André Bertin (acc. Chauliac, 1959 acc. Jockeys Juniors, 1959 acc. orch. inc.) John Littleton (1959) Henri Decker (1959) Babette Bruneau (1959) Henri Salvador (1959) Gisèle Mackenzie (1978) The Paris ensemble (1997) Jean Gros et son orch. |
| Mon Dieu quel plaisir de vieillir               | I'm Glad I'm Not Young Anymore               | Maurice Chevalier Magali Noël (2010) |
| Prie pour moi ce soir                           | Say a Prayer for Me Tonight                  | Jane Marken |
| À toujours                                      | Till Always                                  | Gogi Grant (1958) Robert Merrill (1961) |

### Chansons de la comédie musicaleMy Fair Ladytraduites par Boris Vian
My Fair Lady est une comédie musicale américaine, paroles et livret d'Alan Jay Lerner et musique de Frederick Loewe, créée au Mark Hellinger Theatre de Broadway le 15 mars 1956 avec Julie Andrews et Rex Harrison.
Boris Vian a adapté en 1958 pour le moins six numéros musicaux de My Fair Lady présentés dans le tableau ci-dessous dans leur ordre chronologique.
| Titre                        | Titre original                    | Interprète         |
| ---------------------------- | --------------------------------- | ------------------ |
| Ça, ça s'rait pharamineux    | Wouldn't It Be Loverly?           |                    |
| Avec un petit peu d'veine    | With a Little Bit of Luck         |                    |
| Dans la rue où tu vis        | On the Street Where You Live      |                    |
| Prouve-le                    | Show Me                           | Magali Noël (2010) |
| Ne m'faites pas rater l'curé | Get Me to the Church on Time      |                    |
| Je me suis fait à son visage | I've Grown Accustomed to Her Face |                    |

### Chansons de Bertolt Brecht traduites par Boris Vian
Bertolt Brecht, né le 10 février 1898 à Augsbourg, en Bavière et mort le 14 août 1956 à Berlin-Est, est un dramaturge, metteur en scène, critique théâtral, écrivain auteur de romans et récits en prose et poète allemand du XXe siècle (naturalisé autrichien en 1950).
Ente 1956 et 1957 Boris Vian a adapté en français pour le moins neuf morceaux musicaux tirés de cinq œuvres de Bertolt Brecht mis en musique par Kurt Weill ou par Paul Dessau.
| Titre                                                                                        | An   | Titre original                                 | Compositeur | Interprète |
| -------------------------------------------------------------------------------------------- | ---- | ---------------------------------------------- | ----------- | --- |
| L'Opéra de quat'sous (Die Dreigroschenoper), 1928                                            |      |                                                |             | |
| La Complainte de Mackie                                                                      | 1956 | Die Moritat von Mackie Messer                  | Kurt Weill  | Catherine Sauvage (1965, 1965 pub., 1982 pub.) Quartetto Vian (2007 pub.) Laura Fygi (2007) Enikő Szilágyi (2011) |
| Happy End, 1929                                                                              |      |                                                |             | |
| Bilbao song (La Chanson de Bilbao)                                                           | 1956 | Bilbao-song                                    | Kurt Weill  | Catherine Sauvage (1958 acc. Aussman, 1958 acc. Defay, 1961 pub., 1972) Jacqueline François (1958) Yves Montand (1961) Pauline Julien (1964 pub., 1966, 1967 pub.) Pia Colombo (1969 pub.) Annie Papin & le Stekar Tubapack (1996) Enzo Enzo (1997) Kent et Enzo Enzo (1997 pub.) Monique Hutter et Daniel Huck (2004) Megumi Satsu (2008) |
| Tango des matelots                                                                           | 1957 | Was die Herren Matrosen sagen (Matrosen-Tango) | Kurt Weill  | Catherine Sauvage (1958, env. 1960) Béatrice Moulin (1964) Pauline Julien (1967 pub.) |
| Surabaya Johnny                                                                              | 1956 | Surabaya-Johnny                                | Kurt Weill  | Catherine Sauvage (1958 acc. Aussman, 1958 acc. Defaye, 1961 pub.) Gemma Barra (1966) Pia Colombo (1969 pub.) Liselotte Hamm et Jean-Marie Hummel (1987) Noga & Quartet (2002) Hélène et Jean-François (2002) Diane Dufresne (2005) Lucienne Deschamps (2007)                                                                              |
| Grandeur et décadence de la ville de Mahagonny (Aufstieg und Fall der Stadt Mahagonny), 1930 |      |                                                |             | |
| Alabama song                                                                                 | 1956 | Alabama Song                                   | Kurt Weill  | Catherine Sauvage (1958 acc. Aussman, 1958 acc. Loussier) Louise Forestier (1993) Yann Perreau (2008 pub.) |
| Chant de La Havane                                                                           | 1957 | Havanna-Lied                                   | Kurt Weill  | Catherine Sauvage (env. 1960) |
| Têtes rondes et têtes pointues (Die Rundköpfe und die Spitzköpfe), 1933                      |      |                                                |             | |
| Nanna's lied                                                                                 | 1956 | Lied Eines Freuden Mädchen                     | Kurt Weill  | Catherine Sauvage (1958, 1961 pub.) Marie-José Casanova (1964) Arlette Téphany (1971) Pauline Julien (1976 pub.) Diane Dufresne (2005) Anna Prucnal (2005) Diane Tell (2009) |
| La Bonne Âme du Se-Tchouan (Der gute Mensch von Sezuan), 1938                                |      |                                                |             | |
| Chanson de la fumée                                                                          | 1956 | Das Lied vom Rauch                             | Paul Dessau | Catherine Sauvage (1957) |
| Chanson de la saint Glinglin                                                                 | 1956 | Das Lied vom Sankt Nimmerleinstag              | Paul Dessau | Catherine Sauvage (1957) |

### Autres adaptations
| Titre                                                       | An      | Titre original                        | Parolier original                              | Compositeur                                                     | Interprète |
| ----------------------------------------------------------- | ------- | ------------------------------------- | ---------------------------------------------- | --------------------------------------------------------------- | --- |
| À la manière de Brassens                                    | 1954-59 | Corne d'aurochs                       | Georges Brassens                               | Georges Brassens                                                | Sue et les Salamandres (1994) |
| À vos quinze ans                                            | 1957    | Little Girl Blue                      | Lorenz Hart                                    | Richard Rodgers                                                 | Zack Matalon (1958) |
| Ah ! si j'avais un franc cinquante                          | 1947    | Whispering                            | Malvin Schönberger                             | John Schönberger                                                | Boris Vian (12/05/1947, 25/10/1947, 1958) Jean-Marie Hummel et Liselotte Hamm (1995) Troupe du CDNA de Grenoble (1998) Fabrice Eulry et Jacky Milliet (2000) Letícia Coura (2001 port.) Lalala Le Pocket orchestra (2004) Agnès Chaumie (2006) Andy Chango (2008 esp.) Le Balluche de la Saugrenue ch. Anne Rostimba (2011) Café Turrone (2011) |
| Les Amants                                                  | 1959    | Séga z'amants                         | Joë Bellingham                                 | Joë Bellingham                                                  | Maria Séga acc. Valentin Sega Band (1959) |
| L'Arbre aux pendus                                          | 1959    | The Hanging Tree                      | Mack David                                     | Jerry Livingstone                                               | Juan Catalaño (1959) |
| L'Auberge du sixième bonheur                                | 1958    | The Inn of the Sixth Happiness        | Paul Francis Webster                           | Malcolm Arnold                                                  | Josyane Lonzac (1959) Lily Vincent (1959) Mony Marc (1959) |
| Autour de minuit                                            | 1959    | 'Round Midnight                       | Bernie Hanighen                                | Thelonious Monk, Bernie Hanighen, Cootie Williams               | Magali Noël (2010) |
| Bal de Vienne                                               | 1958    | Sentimental Touch                     | Sammy Gallop                                   | Albert Van Dam                                                  | Jacqueline François (1958) Hildegarde Neff (1958) Élise Vallée (1958) Henri Salvador (1958) Claude Vasori (1958) Denise André (1958) Félix Marten (1959) Yvette Giraud (1959) Christian Borel (1959) Maria Léa (1959) Luís Madureira (1993) Jeffery Smith (1998) |
| Berceuse                                                    | 1953-56 | All the Pretty Horses                 | trad.                                          | trad.                                                           | |
| Berceuse                                                    | 1953-56 | All the Pretty Horses                 | trad.                                          | V. Charbonnier                                                  | Les Marche-Pied (2009) |
| Bon Dieu bon                                                | 1958    | Bon Dieu bon (en créole)              | Gérard La Viny                                 | Gérard La Viny, Émile Jochum, Jacques Richemont                 | Gérard La Viny (1959 ; instr.) Ralph Thamar (1998) |
| C'est jeudi                                                 | 1956    | Carrousel                             | Hal Bloom                                      | Don Gais                                                        | |
| Celui qui tient le monde dans ses mains                     | 1958    | He's Got the Whole World in His Hands | Hal Bloom                                      | trad. arr. Geoff Love                                           | Zack Matalon (1958) Stephen Bruce (1959) Robert Clausse (1963) Diane Tell (2009) |
| Chez Duke Ellington                                         | 1958    | Duke's Place                          | Ruth Roberts, Bill Katz, Robert Thiele         | Duke Ellington                                                  | Christiane Legrand (1990) GOS (pub.; 2002 ch. Alice Prévost, Véronique Bossa, Paul Maucourt, Antoine Hurault) Magali Noël (2010) |
| La Clé                                                      | 1958    | The Key                               | Al Stillman                                    | Malcolm Arnold                                                  | |
| Coplas                                                      | 1959    | Coplas                                | Dave Guard                                     | trad. arr. Dave Guard                                           | Paul Hébert (1959) Les Quatre–20 (1967) |
| Coup de rêve                                                | 1958    | Dream Dust                            | Carolyn Leigh                                  | Bill Rayner, David Greer                                        | Stephen Bruce (1959) Sabrina (1962) Michel Raimbault (1967) |
| Le Croque-crâne-creux                                       | 1958    | The Purple People Eater               | Sheb Wooley                                    | Sheb Wooley                                                     | Gabriel Dalar (1958) Moustache et ses moustachus (1958) |
| D'où reviens-tu, Billie Boy ?                               | 1958    | Where Have You Been, Billie Boy?      | Lawrence Elow                                  | Raymond Scott                                                   | Claude Piron (1958) Danyel Gérard (1958) Jean-Louis Tristan (1958) Jean Bretonnière (1959) Pascal et Dominique (1959) Dany Boy et Les Vinyls (2005 pub.) |
| D'où reviens-tu, Élisa ?                                    | 1958    | Where Have You Been, Billie Boy?      | Lawrence Elow                                  | Raymond Scott                                                   | Élise Vallée (1958) |
| Dans mon jardin                                             | 1957-58 | Folklore japonais                     | Folklore japonais                              | Folklore japonais                                               | Christiane Legrand |
| Das Pech (en allemand)                                      | 1959    | La Poisse                             | Léo Ferré                                      | Léo Ferré                                                       | |
| Des tas d'cadeaux                                           | 1958-59 | Bels bitins (en créole)               | Gérard La Viny                                 | Gérard La Viny, Émile Jochum                                    | Béatrice Moulin (1964) |
| Faux frère                                                  | 1958    | Bird Dog                              | Boudeleaux Bryant                              | Boudeleaux Bryant                                               | Alain Chamfort et Alain Souchon (10/1993 pub.) Dick Annegarn et Mathieu Boogaerts (2009) |
| La Fille Rosemarie                                          | 1958    | Das Mädchen Rosemarie                 | Rolf Thiele                                    | Rolf Thiele                                                     | |
| Frankenstein                                                | 1959    | Frankenstein                          | Lou Bartel                                     | Lou Bartel                                                      | Roland Gerbeau (1959) Louis Massis (1959) Les Garçons (1985) |
| Frankie et Johnny                                           | 1958    | Frankie and Johnny                    | trad.                                          | trad.                                                           | Liselotte Hamm et Jean-Marie Hummel (1987) Zizi Jeanmaire (11/2000 pub.) GOS ch. Alice Prévost, Lou Volt, Michel Winogradoff, Xavier Thibault (2002) |
| J'en ai marre de l'amour                                    | 1958    | I'm Through With Love                 | Gus Kahn                                       | Fud Livingston, Matt Malnek                                     | Caterine Caps (1959) GOS ch. Maud Rakotondravohitra-Boutrin (2002) Florence Pelly (2003) Diane Tell (2009) Isabelle Kurbetz et Le Touzazimute Combo (2013 pub.) |
| J'voudrais encore être amoureux                             | 1958    | I Wish I Were in Love Again           | Lorenz Hart                                    | Richard Rodgers                                                 | Diane Tell (2009) |
| Je suis mordue                                              | 1959    | I Got It Bad and That Ain't Good      | Paul Francis Webster                           | Duke Ellington                                                  | Zizi Jeanmaire (1977) Claude Nougaro (1981) Christiane Legrand (1990) Annette Banneville (1998) GOS ch. Maud Rakotondravohitra-Boutrin (2002) Kristin Marion (2005) Magali Noël (2010) |
| Kinderlied (Yeroum Oh Yeroum)                               | 1955    | Kinderlied                            | Walter Mehring                                 | Tobias Schiess                                                  | Marie-José Casanova (1964) |
| Lady be good                                                | 1948-49 | Lady Be Good                          | Ira Gershwin                                   | George Gershwin                                                 | |
| Lisa                                                        | 1955    | Lisa                                  | Harold Rome                                    | Franz Waxman                                                    | |
| Loch Lomond                                                 | 1955    | Loch Lomond                           | trad. écossaise                                | trad. écossaise                                                 | |
| Lui, toi et moi                                             | 1958    | The Song Is You                       | Oscar Hammerstein II                           | Jérome Kern                                                     | Diane Tell (2009) Magali Noël (2010) |
| Ma chansonnette                                             | 1950    | Sam's Song                            | Jack Elliott                                   | Lew Quatling                                                    | Henry Salvador (1950) Diane Tell (2009) |
| Ma mère c'est ta belle-mère                                 | 1958    |                                       | Gérard La Viny (en créole)                     | Gérard La Viny                                                  | Gérard La Viny (1958) |
| Mama ! le monsieur m'a fait d'l'œil                         | 1958    | Ma! He's Making Eyes at Me            | Sidney Clare                                   | Con Conrad                                                      | |
| La Marche des gosses (Nick Nack Paddy Whack) (This Old Man) | 1958    | The Children's Marching Song          | Publiée par Cecil Sharp et Sabine Baring-Gould | Thème de Cecil Sharp et Sabine Baring-Gould arr. Malcolm Arnold | Aimable, son accordéon, son orgue, ses enfants (1959) Yvette Giraud (1959) Mary Alain (1959) André Bertin (1959) Svend Saaby Chor (1959) Les Compagnons de la Chanson (1959) Les Compagnons Harmonist et Les Gamins de Paris (1959) Chorale d'enfants “Trianon”, orch. Pat Andrew (1959) Annie Cordy (1959) Fontan Club orch. (1959) Gilbert Leroy à la manivelle (1959) Benjamin Todd (1959) Michel Dumas (1959) Mony Marc (1959) Jacqueline Danno (1959) La Lauda Les Joyeux Compagnons de Pau (1960) Chœur V'là l'Bon Vent (1962) Chorale Saint-Martin (1963) Le Chœur Vents et Marées (1970) Lisette Keray |
| La Marche des gosses (ver. enfantine)                       | 1958    | The Children's Marching Song          | Publiée par Cecil Sharp et Sabine Baring-Gould | Thème de Cecil Sharp et Sabine Baring-Gould arr. Malcolm Arnold | Maurice Larcange (1959) Jean-Paul Mauric (1959) La Chorale Fédérale du Scoutisme Français (1959) Les Gosses de Paris (Les Petits Écoliers Chantants de Bondy) acc. Jo Courtin (1959) Les Petits Chanteurs de Saint-François-d'Assise (1959) Les Jeunes Voix de Québec Les Marche-Pied (2009) |
| Moi sans toi                                                | 1958    | Deed I Do                             | Walter Hirsch, Fred Rose                       | Walter Hirsch, Fred Rose                                        | Diane Tell (2009) |
| Mon amour, est-ce aujourd'hui                               | 1957    | Will I Find My Love Today             | Sidney Shaw                                    | Alex Fogarty                                                    | |
| Mozart avec nous                                            | 1956    | Alla Turca (Marche turque)            | instr.                                         | Wolfgang Amadeus Mozart arr. Alain Goraguer                     | Boris Vian (env. 1957) Pierre Brun (1957) Souris (1958) Denise Benoît (1958) Luís Madureira (1993) Musique Simili ch. Line Loddo (1998) Jean-Claude Hurni et Jean-François Ingold (2002) |
| Oh Bessie! (en anglais)                                     | 1956    | Oh Bessie ! (en français)             | Georges Bérard                                 | Claude-Henri Vic                                                | |
| Oh ! c'est divin                                            | 1957    | Wunderbar                             | Hans Arno Simon                                | Hans Arno Simon                                                 | Magali Noël (1957) Hazel Scott (1958) Kidrockers Twistpockets ch. Laure Delgrande (2000) Anabela Duarte (2006) |
| Oh ! quand les saints                                       | 1958    | When the Saints Go Marchin' In        | trad.                                          | trad. arr. Quincy Jones                                         | Henri Salvador (1958) |
| Oh, oh, revoilà mon cœur qui danse                          | 1958    | Uh-Oh, I'm Falling in Love Again      | Al Hoffman, Dick Manning, Mark Markwell        | Al Hoffman, Dick Manning, Mark Markwell                         | |
| Old Joe Clarke Stomp                                        | 1958    | Old Joe Clark                         | trad.                                          | trad.                                                           | |
| L'Or maudit                                                 | 1958    | Cool Water                            | Bob Nolan                                      | Bob Nolan                                                       | Zack Matalon (1959) |
| Pigeon en casserole                                         | 1958    | Sweet Eatin' Candy                    | Ch. Jarrell                                    | Ch. Jarrell et Jean-Pierre Landreau                             | |
| Plus jamais                                                 | 1958    | Raunchy                               | instr.                                         | Bill Justis, Sidney Manker                                      | Didier Lapeyrère (1958) |
| Por que no                                                  | 1959    | Moonglide (The Dreamer's Bounce)      | Bebo Valdés, Sammy Lowe                        | Bebo Valdés, Sammy Lowe                                         | Ben, sa tumba et son orch. (1959 instr.) |
| Le Quatorze Juillet carnaval                                | 1958    |                                       | Gérard La Viny (en créole)                     | Gérard La Viny, Jacques Richemont                               | Gérard La Viny (1958) |
| Les Racines du ciel                                         | 1959    | The Roots of Heaven                   | Ned Washington                                 | Ned Washington                                                  | |
| Rue d'la flemme                                             | 1957    | Easy Street                           | Alan Rankin Jones                              | Alan Rankin Jones                                               | Diane Tell (2009) Magali Noël (2010) |
| Ses baisers me grisaient                                    | 1958    | Kisses Sweeter Than Wine              | Paul Campbell                                  | Joël Newman                                                     | Juan Catalaño (1958) Zack Matalon (1958) Hugues Aufray (1961) Nana Mouscouri (1965) Emily Loizeau (2009) |
| Tiger rag                                                   | 1949-51 | Tiger rag                             | trad.                                          | Nick La Rocca                                                   | J.-C. Théodore et ses grrrrrr (1957) Jazz Fouchtra (1971) Victor Racoin (1999) |
| Toi                                                         | 1959    | So                                    | Rudy Revil                                     | Rudy Revil                                                      | Danielle Darrieux (1960) Jean-Claude Pascal (1961) Nicole Croisille (1961) Loes Snijders (2003) Florence Pelly (2003) Les Bisons Ravis (2010) Isabelle Kurbetz et Le Touzazimute Combo (2013 pub.) Aurore Quartet ch. Aurore Voilqué (2014 pub.) |
| Toi qui as pris mon cœur                                    | 1954-59 | My One and Only Love                  | Robert Mellin                                  | Guy Wood                                                        | Diane Tell (2009) |
| Ton parfum                                                  | 1956    | Strange Perfume                       | Hal Bloom                                      | Don Gais                                                        | Magali Noël (1964) |
| Tout ce que veut Lola                                       | 1958-59 | Whatever Lola Wants                   | Richard Adler, Jerry Ross                      | Richard Adler, Jerry Ross                                       | |
| Tout fonctionne à l'italiano                                | 1957    | Tu vuo fa l'americano                 | Nisa                                           | Renato Carosone                                                 | Fredo Minablo et sa Pizza Musicale (1957) Alfredo Waitzman (1959) Tor Vales et son orgue (2006) |
| Trent'-neuf de fièvre                                       | 1958    | Fever                                 | John Davenport, Eddie Cooley                   | John Davenport, Eddie Cooley                                    | Gabriel Dalar (1958) Caterina Valente (1959, env. 1959 pub.) Simone Alma (1959) Babette Bruneau (1960) I Vagabondi Marie-Hélène Arnaud Yolanda Lisi (1964) Jenny (1966) Usha Iyer (1972) Marie-France (1981) Betty & The Bops (2002) Chris Evans & Nancy Holloway (2005 pub.) La Vie en Rose ch. Sylvie C. (2006) Jacques Barsamian et sa bande (2009) Khalida (2010) Jean Faure et orch. (2011 pub.) Marie-France et les Fantômes (2013) |
| Trouve un job                                               | 1958    | Get a Job                             | The Silhouettes                                | The Silhouettes                                                 | |
| Tu triches                                                  | 1958    | Fibbin'                               | Michael Merlo, Pat Welch                       | Michael Merlo, Pat Welch                                        | Magali Noël (2010) |
| Vamp                                                        | 1951-52 | Vamp                                  | instr.                                         | Django Reinhardt                                                | Angelo Debarre (2006, 2008 pub., 2009 pub.) Martin Abbuehl's Swing Express (2011) Gustav Lundgren (2012) Eva sur Seine ch. Eva Scholten (2014) |
| Vous auriez bien pu                                         | 1951-54 | Bewitched, Bothered, and Bewildered   | Lorenz Hart                                    | Richard Rodgers                                                 | Diane Tell (2009) Magali Noël (2010) |
| Voyage au paradis                                           | 1958    | Get Happy                             | Harold Arlen, Ted Koehler                      | Harold Arlen, Ted Koehler                                       | Philippe Olive (env. 1958) GOS ch. Maud Rakotondravohitra-Boutrin (2002) Diane Tell (2009) Magali Noël (2010) Isabelle Kurbetz et Le Touzazimute Combo (2013 pub.) |
| Youlia                                                      | 1958    | Julia                                 | A. Gentile                                     | Capotosti                                                       | Johnny Grey (1959) Juan Catalaño (1959) Frank Bernardi (1959) |

## Chansons non publiées
- À la pêche des cœurs (ver. féminine)
- Attendons l'automne[277]
- C'est à Évelyne[278]
- C'est à Jean-Pierre[278]
- Chante dans la brise[277]
- Charleston, tout en croches[277]
- Enlevez-moi mes yeux[277]
- Facteur Cheval[277],[279]
- Jack's Idea[278]
- La Java de Juju[277]
- Jeanne d'Arc[277],[280]
- Où sont mes nuits[277]
- Qu'est-ce que t'as derrière le crâne[277]
- La Rue[277]

## Liste d'abréviations utilisées
- acc. : accompagné(e) de
- allem. : en allemand
- angl. : en anglais
- arr. : arrangé(e) par
- catal. : en catalan
- ch. : avec chant de
- env. : environ
- esp. : en espagnol
- fr. : en français
- GOS : Le Grand Orchestre du Splendid
- inc. : inconnu(e)
- instr. : version instrumentale
- ital. : en italien
- néerl. : en néerlandais
- orch. : orchestre
- p.a. : prise avortée
- p-p : en pot-pourri
- port. : en portugais
- pub. : en public
- trad. : traditionnel(le)
- ver. : version